# 南越王博物院
南越王博物院是一座位于中华人民共和国广东省广州市的大型考古遗址类博物馆，为国家一级博物馆，于2021年9月8日由原西汉南越王博物馆和原南越王宫博物馆合并组建成立。
南越王博物院的主要展出内容为西汉时期的南越国遗址及考古发现，当前分为南越王博物院王墓展区及南越王博物院王宫展区，其中王墓为南越国第二代王赵眜之墓，王宫为南越国宫殿遗址，二者均为全国重点文物保护单位，合计建筑面积达4万平方米，是广州市的著名旅游景点。

## 历史沿革

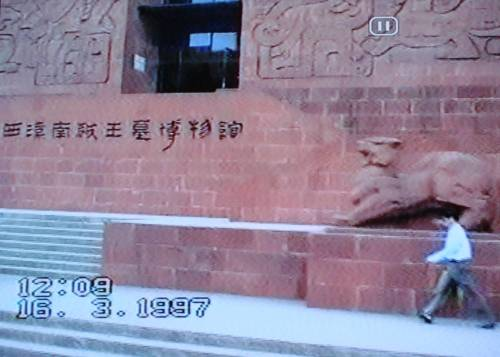
王墓展区最初名为“西汉南越王墓博物馆”

1983年6月，广东省政府为了建设公寓将越秀山附近的象岗削低了17米，之后意外发掘出了埋藏在山岗内部的一座墓穴。经过考古发掘与鉴定，该墓为西汉时期墓葬，墓主为南越国第二代王赵眜，因此该墓被定名为南越文王墓，又称“南越王墓”。
为了保护展示南越王墓及出土文物，广州市政府决定在原址建立博物馆。博物馆由著名岭南派建筑师莫伯治和何镜堂设计，于1988年开馆，1993年全面建成，最初名称为“西汉南越王墓博物馆”，后在2000年代更名为“西汉南越王博物馆”。
1995年，中山四路的一处工地在施工时发现了大型石构水池的一角，经确认该处遗址属于南越国时期。后续的发掘揭示了更多南越国时期遗迹的存在，包括曲流石渠、水井、宫殿遗址等，除此之外还有从秦朝到民国共12朝的遗迹遗物，包括五代时期南汉国的宫殿遗址。南越国宫署遗址自2006年起就以“边挖掘、边研究、边开放”的原则部分对外开放参观，广州市政府后在原址建立了“南越王宫博物馆”，并在2010年局部开放，于2014年全面开放。
2021年9月8日，西汉南越王博物馆和南越王宫博物馆合并组建成为新的南越王博物院（西汉南越国史研究中心），原西汉南越王博物馆改称为“南越王博物院王墓展区”，原南越王宫博物馆改称为“南越王博物院王宫展区”。

## 基本布局

### 王墓展区

#### 遗址

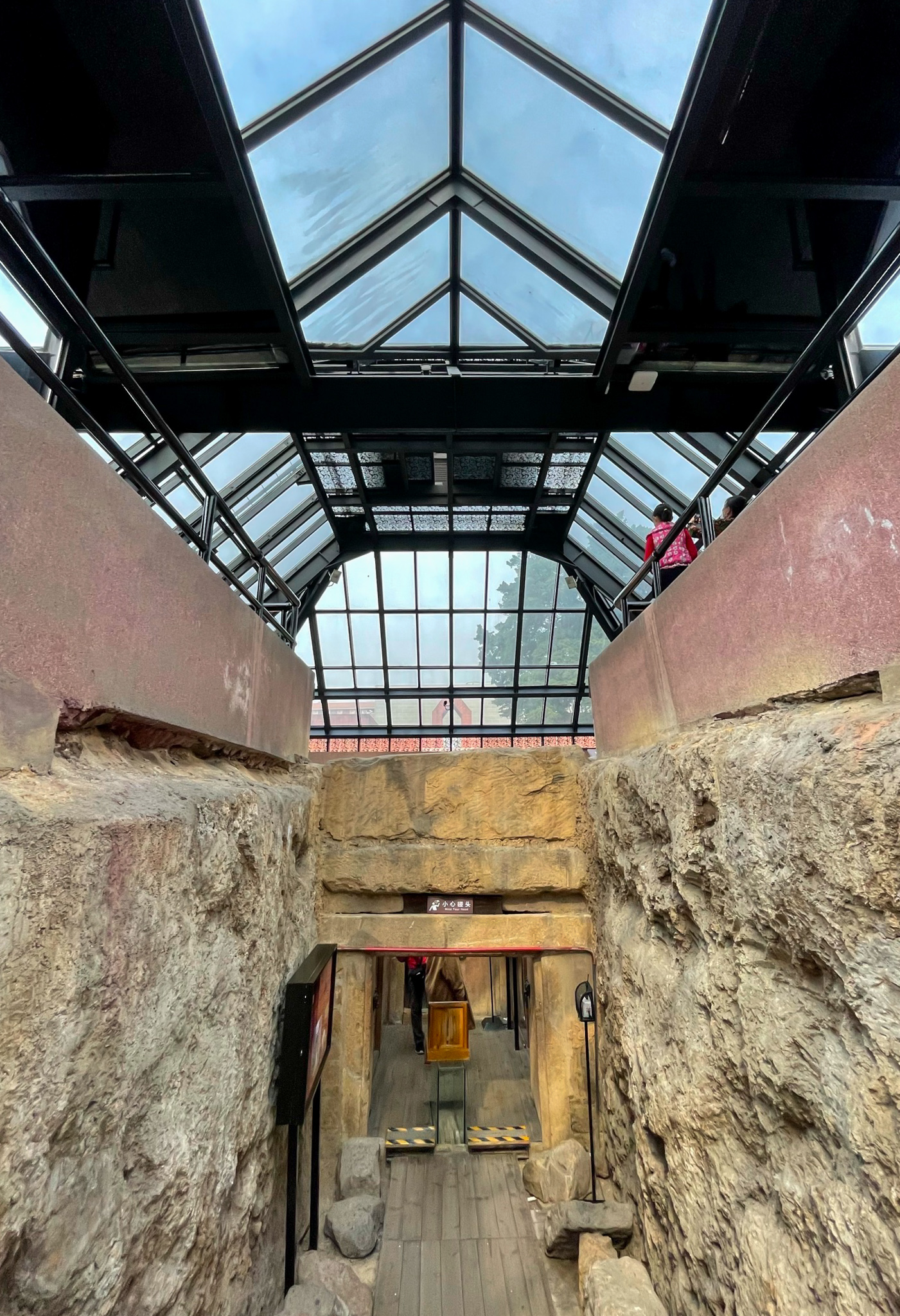
王墓展区墓室展馆内

南越王墓埋藏在象岗山顶之下20米左右的山腹深处，建墓所用的750多块红砂岩石料采自距广州几十海里之外的番禺莲花山，墓穴开挖的土石方量据估算超过3000立方米。考古人员在探查之初发现其中一扇墓门已经倒塌，一度以为该墓已经被盗，后发现墓门的倒塌由自然塌方导致，南越王墓实际保持非常完整，在广州其它的墓葬基本都被盗掘过的情况下显得尤其珍贵。
南越王墓的整体平面为“士”字形，结合了竖穴和掏洞两种形制：主体为竖穴式，墓的东、西耳室则是横向掏洞而成。墓室坐北朝南，南北长10.85米，东西最宽12.5米，建筑面积约100平方米，整体中轴对称，并按“前朝后寝”的布局分为前后两部分，共七室，功能各不相同。前部有前室、东耳室、西耳室，三室平面呈横长方形。墓室的后部有四室，主棺室、东侧室、西侧室三室平行纵列，主棺室的后端为后藏室。
墓室南面为斜坡式墓道，第一道墓门外置有外藏椁，椁内发现一位殉人及陶瓮、车马器等随葬品。第一道墓门后为墓室前室，前室象征墓主厅堂，出土器物多为车马用器，还发现有殉人遗骸，应为负责墓主日常起居的宦官。前室的两侧分别与东西耳室通过过道相连，东耳室，出土器物多为乐器和酒器，应为放置宴乐用具之所，另有疑似宫廷乐师的殉人一名。西耳室出土器物为全墓最多，达295件（套），涵盖金、银、铜、铁、玉石、玻璃、丝织品等诸多种类，可见此室之用类似于皇家御库。
墓的前室与墓的后半部分被第二道石门隔开，但考古队无法从外打开这道石门，考古队于是从下方挖掘了一条狭窄的坑道绕过石门进入了背后的主馆室，随后从内侧打开了被顶门器顶住的第二道石门。主馆室内墓主的棺椁在被发现的时候已腐朽，考古队从中发现了丝缕玉衣、“文帝行玺”金印、“赵眜”玉印等证明墓主人身份的重要文物。主馆室的两侧分别为东西侧室，北面为后藏室。东侧室是墓主四位夫人的葬所，西侧室为仆役居所，后藏室则堆放了大量炊煮用器、储盛器。
- 从墓室上方俯视墓室结构
- 墓道
- 墓室入口
- 分隔前室与主棺室的石门
- 主棺室内部
- 东侧室

#### 建筑

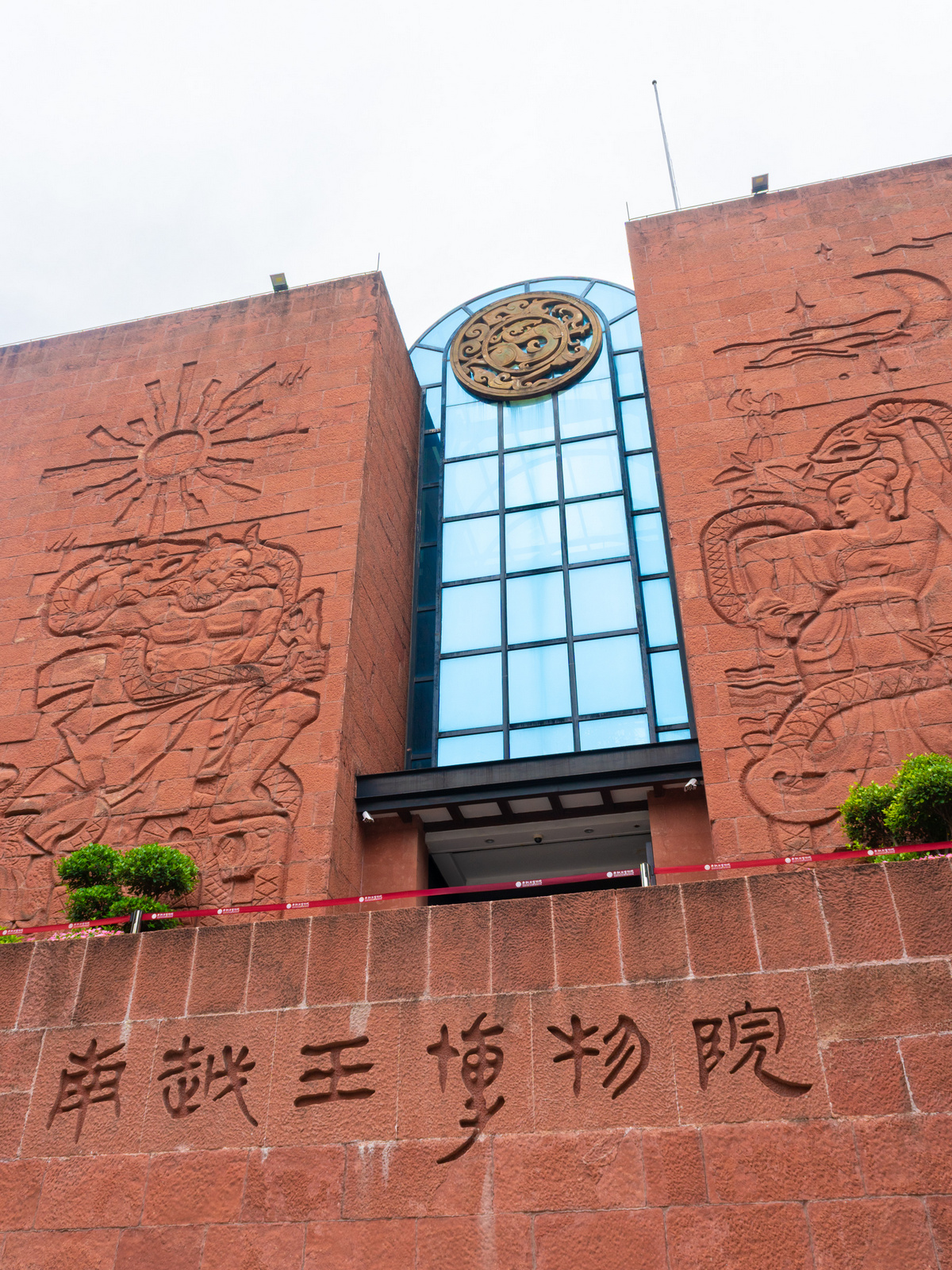
王墓展区综合陈列大楼正面，采用红砂岩外墙，中间玻璃墙顶部为博物院院徽。

王墓展区博物馆设计出自著名岭南派建筑师莫伯治和何镜堂之手，整个建筑以古墓为中心依山而建，建筑面积17400多平方米。博物馆由综合陈列大楼、古墓保护区和主体陈列大楼三个主要部分组成，主建筑材料采用了与古墓类似的红砂岩，外墙上的雕刻为著名雕刻家潘鹤的作品。作为入口的综合陈列大楼高三层，内有台阶顺着山势而上通往古墓保护区。古墓保护区中心的墓室展馆由斗形钢架玻璃防护棚覆盖，象征汉代帝王陵墓戽斗形封土，四周环绕回廊，参观者可沿着回廊来到古墓通道入口下到古墓内部参观。主体陈列大楼位于古墓保护区北侧，没有设置窗户，内部除了室内的灯光照明之外就只有来自玻璃罩天井的少量外界光线，以营造出古墓的阴暗效果。
由于其杰出的设计，王墓展区博物馆获得了国家优秀设计金奖、中国建筑学会优秀建筑创作奖、1991年国家教委、建设部优秀设计一等奖等六项国内、国际大奖，且被评为“20世纪世界建筑精品”，是岭南现代建筑的代表作品之一。
- 墓室展馆外观
- 主体陈列楼外观
- 外墙雕刻，出自著名雕刻家潘鹤之手
- 外墙雕刻
- 大楼正面的虎形雕塑，其外形出自馆藏文物铜虎节

### 王宫展区

#### 遗址

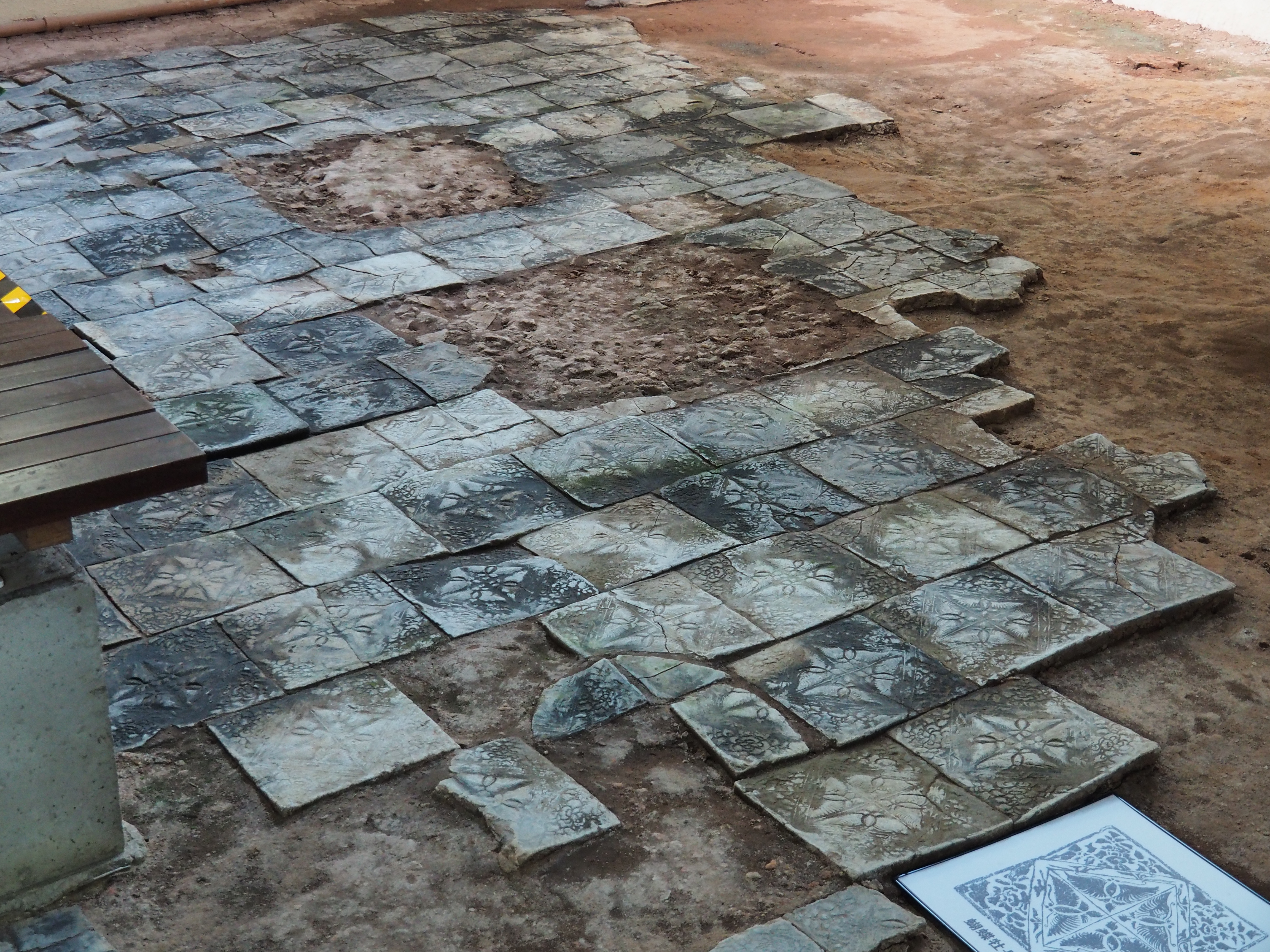
王宫展区南汉二号宫殿第一进北庭园遗址的蝶恋花纹方砖

南越王博物院的王宫展区又被称为“南越国宫署遗址”，其发现始于1995年发掘出的大型石构水池的一角，水池壁的石板刻有的“蕃”字等物证明该建筑属于南越国时期，此发现被评为1995年全国十大考古发现之一。该水池后根据发现的木简被命名为“蕃池”，并以遗址回填的方式进行了原地保留。1997年，临近工地又发现了南越国时期的曲流石渠遗迹，该石渠与1995年发掘的蕃池通过导水木质暗槽相连，两者组成了宫苑的园林水景，是迄今为止中国发现的年代最早、保存较为完整的秦汉宫苑实例，被评为1997年全国十大考古新发现之一。
蕃池和曲流石渠的发现预示了邻近区域还可能存在更多更重要的南越国时期遗址，经国家文物局批准，中国社会科学院考古所和广州市文物考古研究所、南越王宫博物馆筹建处组成联合考古队，于2000年在水池和石渠遗址隔壁的儿童公园进行选点试掘，发现西汉南越国一号宫殿、五代十国南汉国二号宫殿基址等。广州市政府随后决定搬迁儿童公园，并在经国家文物局批准后开始在原儿童公园内进行主动性考古发掘，共计发掘面积约12000平方米。发掘出南越国宫殿、南汉国宫殿、唐代大都督府和岭南节度使府、宋代广州知州衙署、元代广州都元帅府、明清广东承宣布政司署等各类遗迹约4800多处。历代遗迹和遗物层层叠压，厚达5米左右，成为了广州城市发展历史的实物见证。
南越国时期的曲流石渠为如今展区所保留展出的主要遗迹景观，石渠总长月180米，残长160米，从东北蜿蜒向西南，当中筑有急转弯处、弯月池、渠陂、斜口、水闸等人造水景。石渠的渠水自蕃池引出，先到达急弯处形成急流漩涡，再折往东南注入一个小型的弯月形水池。弯月形水池中竖立着两列大石板和两根八角形石柱作为上方的水榭的支撑结构，池底发现大量的大量龟鳖残骸证明池中曾饲养了成群的龟鳖。石渠接下来转向西北，中间有弧形石板砌成的渠陂可激起波浪，有通往岸上的石板斜口供龟鳖上岸，还有大块石板作为连接水渠两岸的桥梁。曲流石渠蜿蜒曲折，景观设计巧妙，体现了秦汉时期先进的园林艺术和造园水平。尤其值得一提的是，曲流石渠中出土的八角形石柱既没有在中国同时期其它地方发现，也不是源自岭南地区的建筑传统，但却与同时期的印度建筑较为相似，很有可能是自海路从印度传来，是中西方早期建筑文化交流的象征，改写了中国建筑史。
王宫展区所展示的另一主要遗址为南汉国的宫殿遗迹。南汉国是五代十国时期刘岩在岭南建立的以广州为都城的地方割据政权，于公元971年被北宋所灭，共历55年。南越国宫署遗址中所发现的南汉宫殿遗址叠加在南越国宫殿上方，证明了相隔千年的两个王朝都将王宫建立在了此处，清楚地证明了该点一直是历代广州的政治、经济、文化中心。考古工作发现了两座南汉宫殿的遗址，分别标记为南汉一号与二号宫殿，其中二号宫殿是一座南北向，以多进殿堂、庭院和回廊组合而成的大型建筑院落，其台基高大，砖石工艺精湛，是目前中国考古发现规模最大的宫殿之一，从其位置、建筑规模，结合文献记载，该处应是皇帝朝政的大殿乾和殿。
- 南越国曲流石渠急弯处
- 南越国曲流石渠平桥和步石
- 南越国木暗槽
- 南越国回廊散水
- 南汉二号宫殿第一进北庭园遗址
- 南汉二号宫殿东廊庑天井

#### 建筑

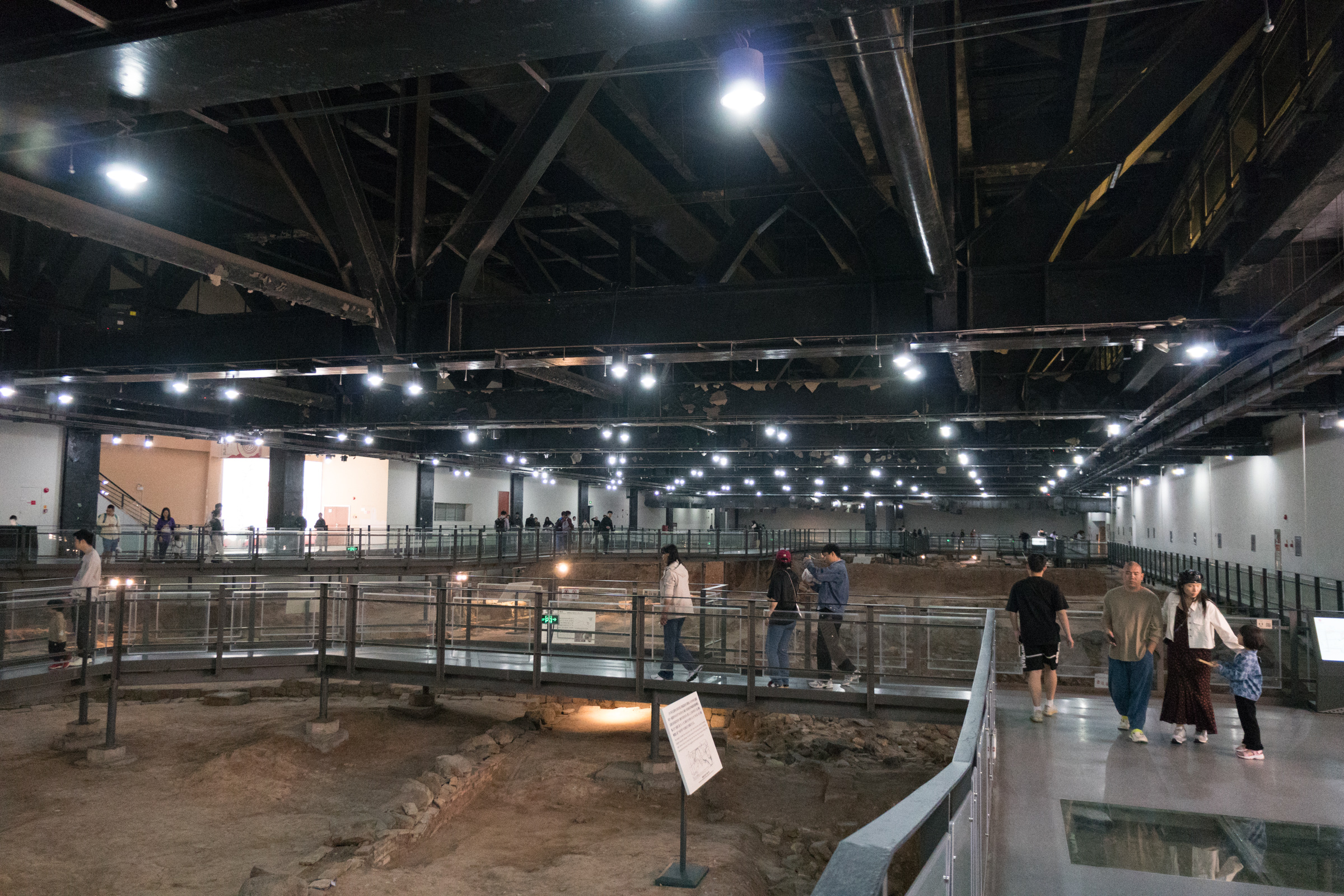
王宫展区展示石构水池与曲流石渠的南越宫苑馆内部，游客可沿着步道近距离参观整个区域。

王宫展区是以南越国宫署遗址为核心的集保护、展陈、管理、考古和研究功能于一体的大型考古遗址博物馆，由南越宫苑馆、南汉宫殿馆、陈列楼以及古代水井馆四部分组成。南越宫苑馆建于曲流水渠之上，将水渠完整置入室内保护之中，并在场地上方设置步道供观众近距离参观水渠、水井、排水道等两千年前的遗迹，还在顶楼设置了曲流水渠的露天模拟复原展示。南汉宫殿馆建于南汉国二号宫殿遗址之上，保持了历史遗存本体的完整性与真实性，观众可入内进入地下一层参观遗迹本体。陈列楼开设了“南越王宫”、“南汉王宫”、“名城广州二千年”等陈列，展示了大量南越国及南汉国时期的历史遗物。古代水井馆着重介绍在南越国宫署遗址发掘范围内发现的代表性水井，采用半地下建筑的覆罩形式保护遗址环境并展示了广州古代水井文化。
- 南越宫苑馆外景
- 庭院模拟展示走廊
- 庭院模拟展示走廊
- 秦代造船遗址及说明牌
- 南越国一号宫殿基址现状
- 南汉宫殿馆外观

## 陈列与藏品

### 秦汉南疆（王墓展区）

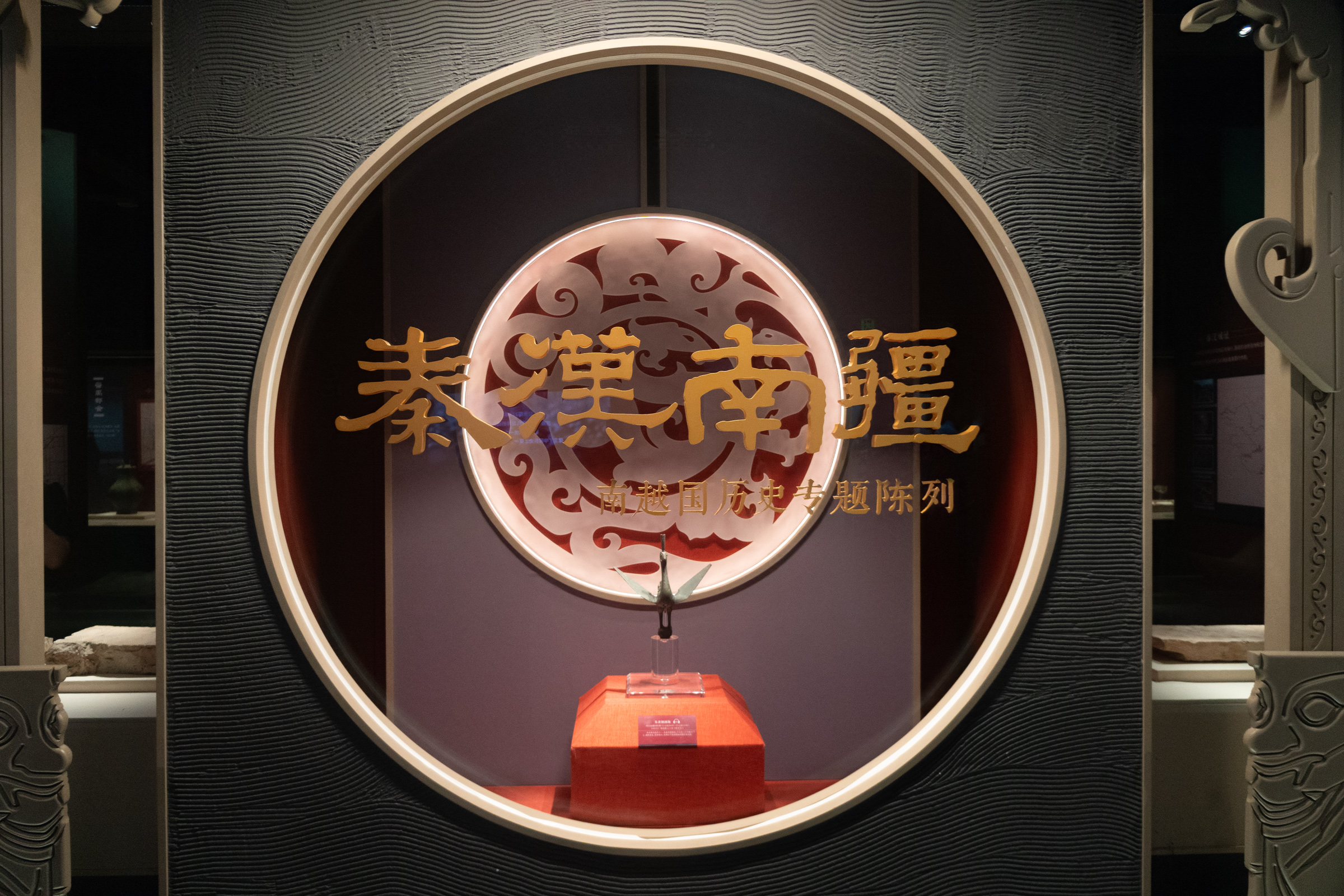
秦汉南疆——南越国历史专题陈列

《秦汉南疆》是讲述南越国历史的专题陈列，以“百越之地”、“秦定岭南”、“守疆营土”“万里同风”的顺序讲述了岭南地区从部落形态到被秦帝国征服，在经过了南越国时期相对独立的发展后重新纳入汉朝，最终融入统一多民族国家的历史进程。

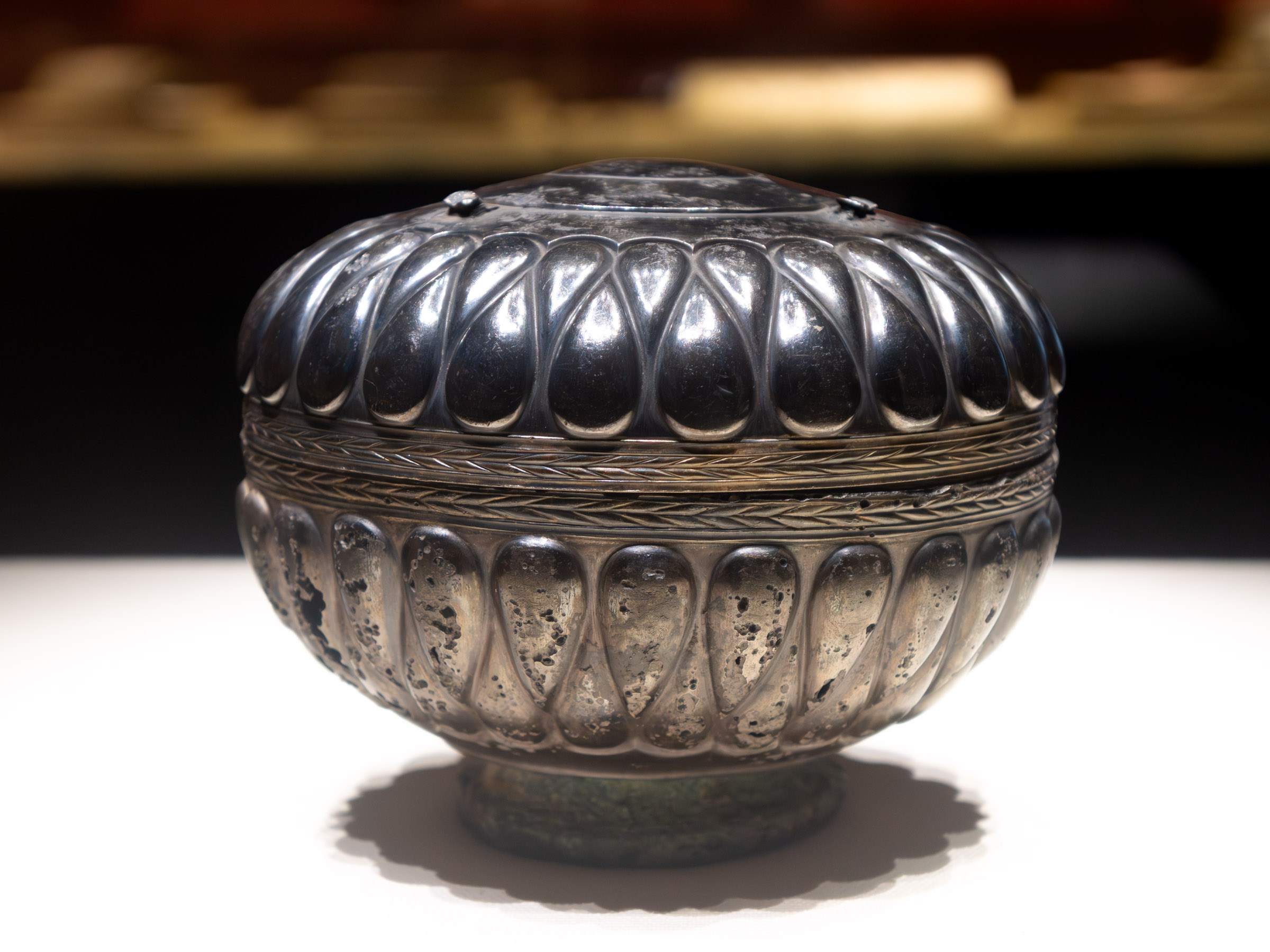
凸瓣纹银盒

该陈列包含了自南越王博物院王墓和王宫两处遗址所发掘出的部分文物，其中重要的有：
- “帝印”玉印：“帝印”玉印出土于南越王墓墓主身上，边长2.3厘米，螭虎钮，印文阴刻篆书“帝印”两个字，证明了赵佗及其后人称帝的历史事件。[26]
- “泰子”龟钮金印：出土于墓主身上的漆盒内，方形，龟钮，印台长2.6厘米，宽2.4厘米，台高0.5厘米，通钮高1.5厘米，重74.7克[27]。印文阴刻小篆“泰子”二字，“泰”通“太”，所以“泰子”即“太子”[28][29]。与“泰子”金印一同放置的还有一枚“泰子”玉印，两印的主人是谁尚有争议，一说是两印原本应该是赵佗之子即赵眜之父的遗物，因为还没来得及继位即去世，因此归赵眜掌管并随之入葬。[30][31]
- “景巷令印”铜印：此鱼钮铜印出土于南越王墓前室东侧的殉人身上。“景巷令”是殉葬人的官职名，其中“景”是“永”的通假字，“景巷令”就是“永巷令”，为掌管帝王家室的官员。[32]
- “华音宫”铭器盖残片：自南越王宫遗址所发掘出的残片，其中“华音宫”未见于史籍记载，应是南越国自主设置的宫殿。[33]
- 凸瓣纹银盒：这只银盒出土于南越王墓墓主棺椁足箱内，通高12.1厘米、腹径14.8厘米，器重572.6克，器身和器盖均为银质，盖身相合呈扁球体[34]。该银盒的特色在于环绕器身和器盖的对向交错蒜头型凸纹，这些花纹使用锤揲法压印而得，和中国传统工艺完全不同，但与古代西亚的裂瓣纹金银器非常相近，因此可以几乎肯定这只银盒为海外舶来品。该银盒因此成为了西汉时期中西方文化交往的重要见证，并于2021年作为丝绸之路的代表文物之一登上中国《丝绸之路文物（二）》特种邮票[35]。

- “帝印”玉印
- “泰子”龟钮金印
- “左夫人印”鎏金铜印
- “景巷令印”铜印
- “华音宫”铭器盖残片
- 凸瓣纹银盒
- 凸瓣纹银盒

### 南越藏珍（王墓展区）
王墓展区的《南越藏珍》陈列展示了自南越王墓出土的大量珍贵文物，集中反映了两千年前岭南政治、经济和文化等多方面的内容。该陈列分为“南越文帝”、“美玉大观”、“兵器车马”、“生产工具”、“生活器具”、“宫廷宴乐”数个单元。

#### 南越文帝

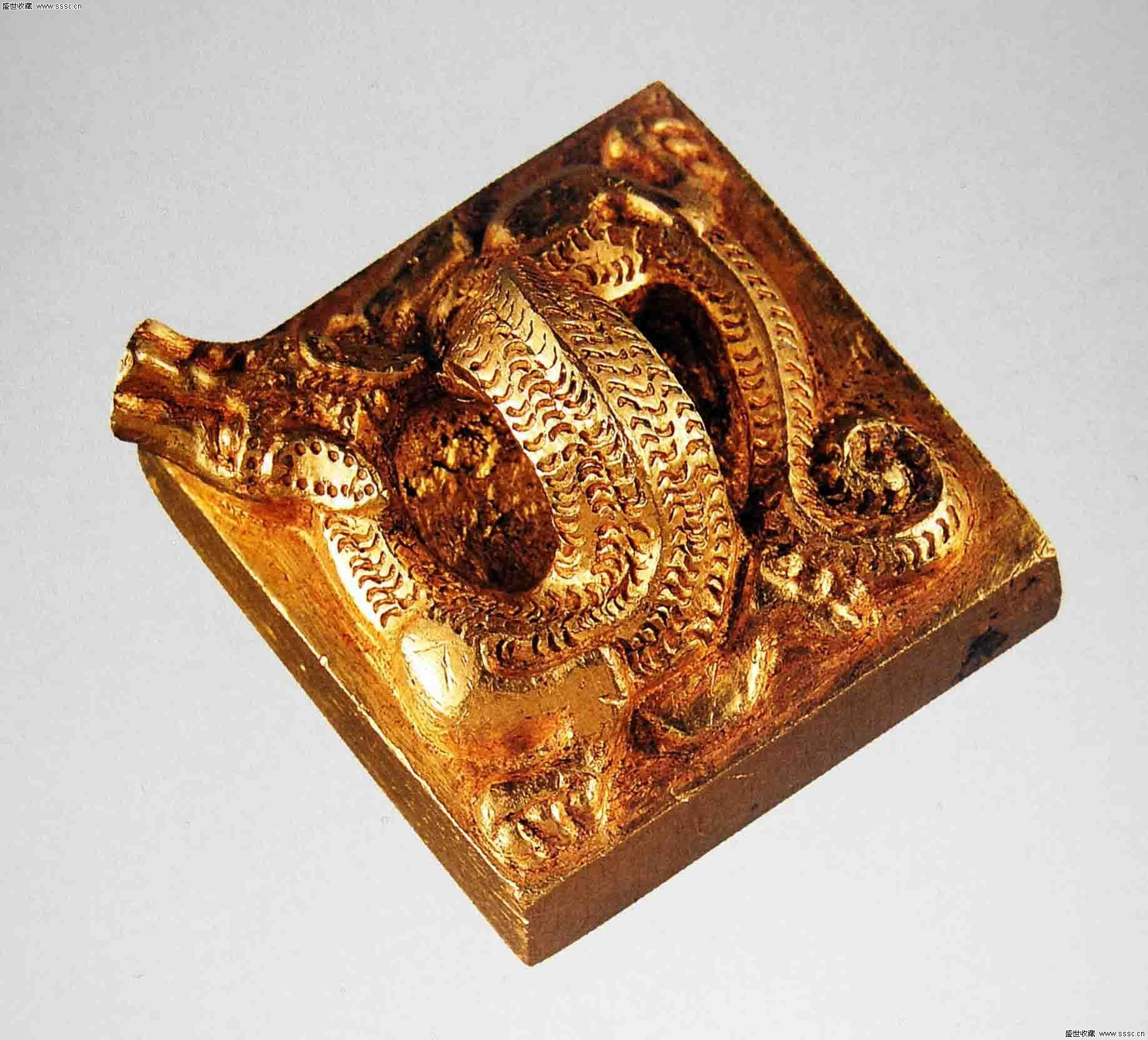
“文帝行玺”金印

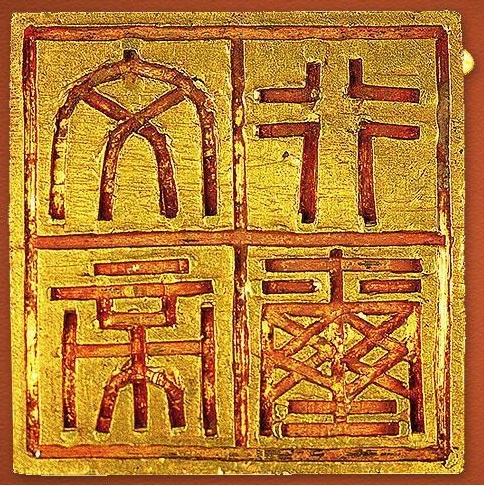
“文帝行玺”金印的印面

该单元展示的是与墓主人南越国第二代王赵眜身份密切相关的物件，包括多个珍贵玺印：
- “文帝行玺”金印：“文帝行玺”金印出土于墓主人胸部位置，印面边长3.1厘米，宽3厘米，通高1.8厘米，重148.5克，含金量达98%，印钮为一条盘曲成“S”形的游龙，龙腰隆起可以用来穿印绶。印面阴刻“文帝行玺”四个字，是证明墓主身份的直接证据。“文帝行玺”金印是中国目前考古发现的最大的一枚西汉金印，也是唯一的汉代龙钮帝玺，具有很高的历史价值，是南越王博物院的镇馆之宝之一。[36]
- “右夫人玺”金印：“右夫人玺”金印出土于有四位夫人殉葬的东侧室，方形，龟钮，长2.2厘米，宽2.2厘米，通钮高1.6厘米，重65克。四位夫人的玺印之中，其余三位夫人的印皆为铜印，唯独此枚为金制且称为“玺”，证明右夫人地位尊崇，应是诸妃之首。[27][28]
- “帝印”封泥：“帝印”封泥出土于西耳室，共两枚，规格均小于“帝印”玉印，说明南越王赵眜生前至少拥有两枚“帝印”。“帝印”玉印及封泥的发现再次证明了南越王僭越称帝的行为。[26]
- “赵眜”玉印：边长2.3厘米，覆斗式印钮，印文阴刻篆书“赵眜”二字，为墓主的姓名章。[37]

- “文帝行玺”金印
- “文帝行玺”金印
- “文帝行玺”金印
- “右夫人玺”龟钮金印
- “泰夫人印”和“□夫人印”，皆为铜印
- “帝印”封泥
- “赵眜”玉印

本单元还详细展示了赵眜遗体下葬时的场景：

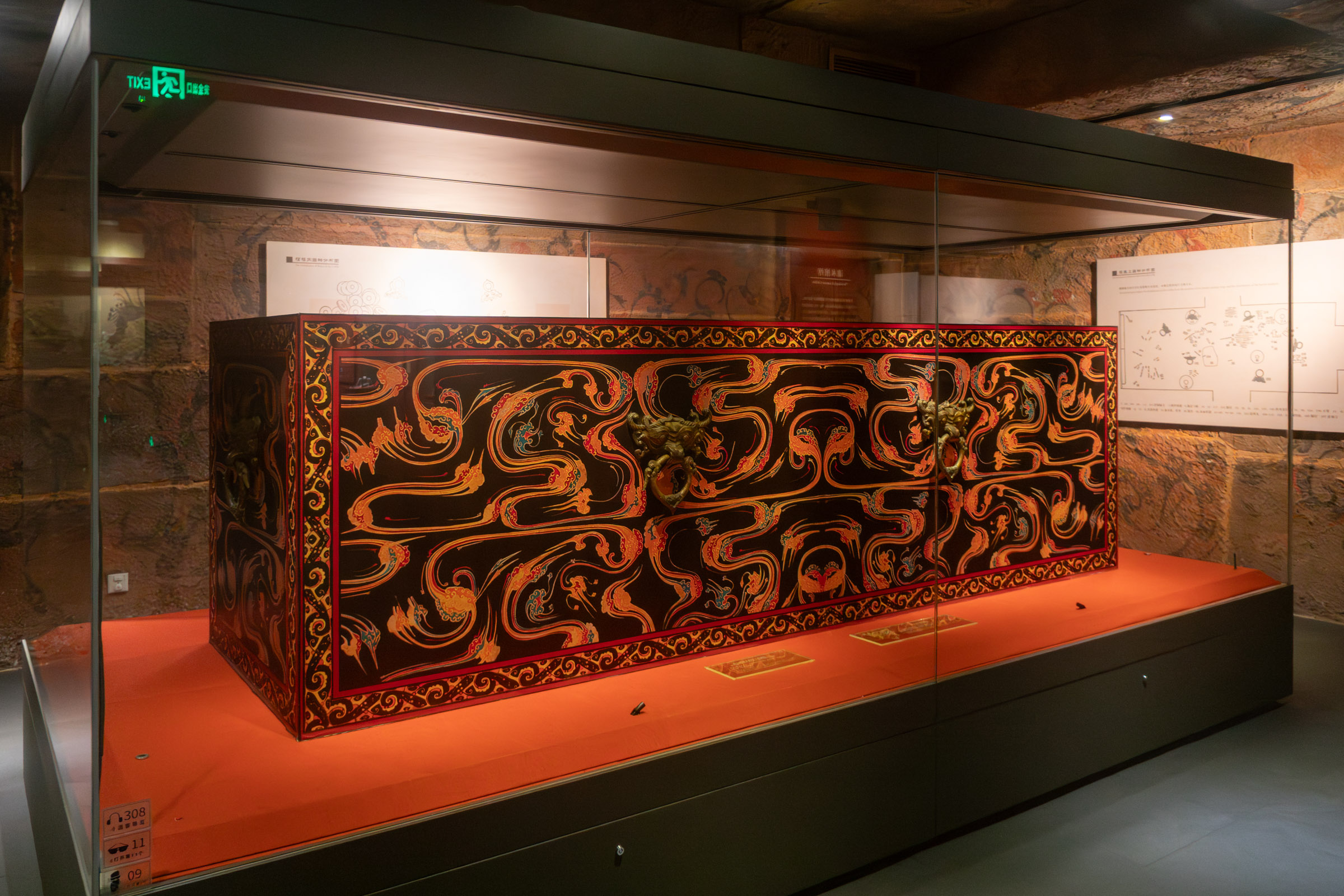
复原后的赵眜棺椁模型

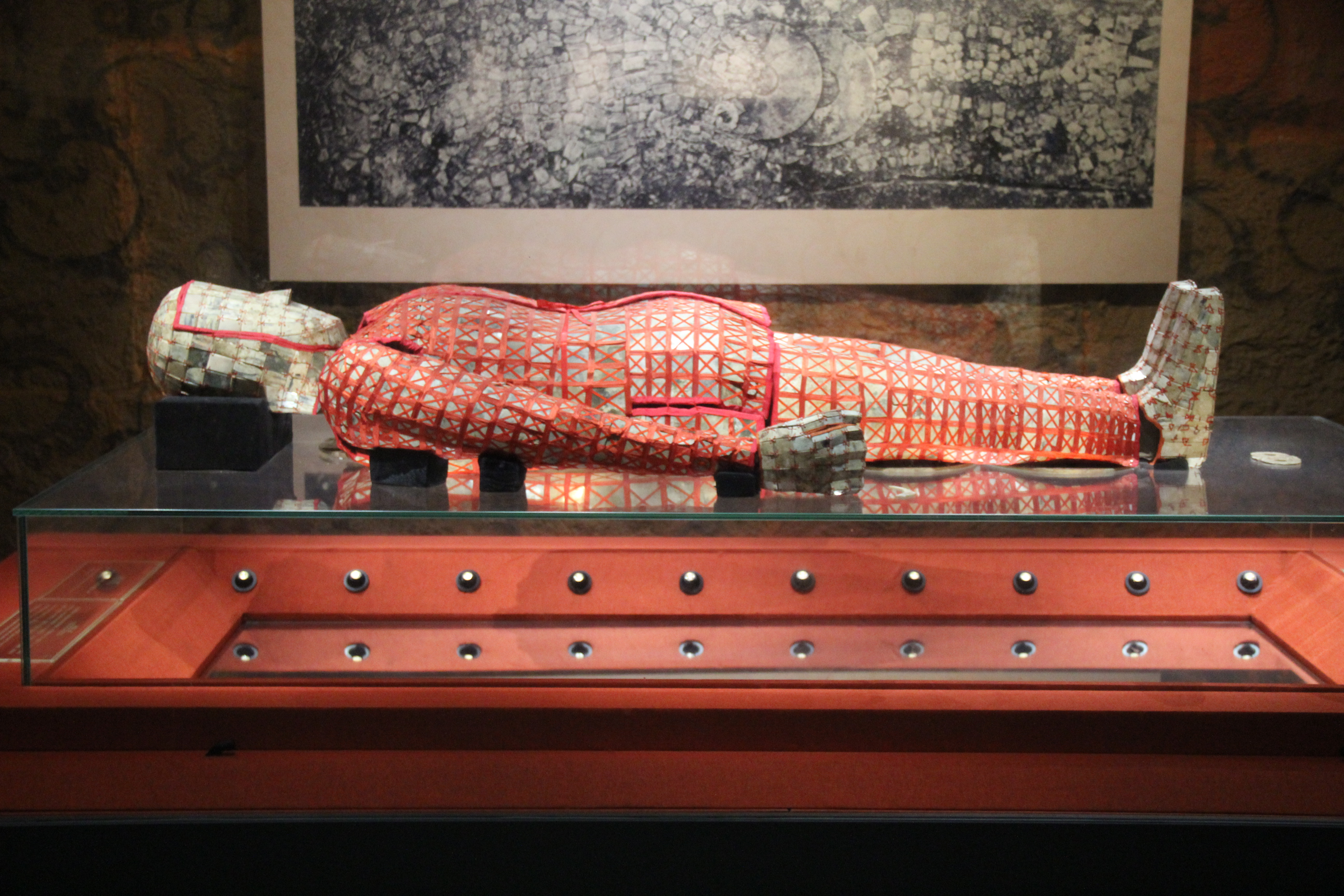
修复后展示的丝缕玉衣

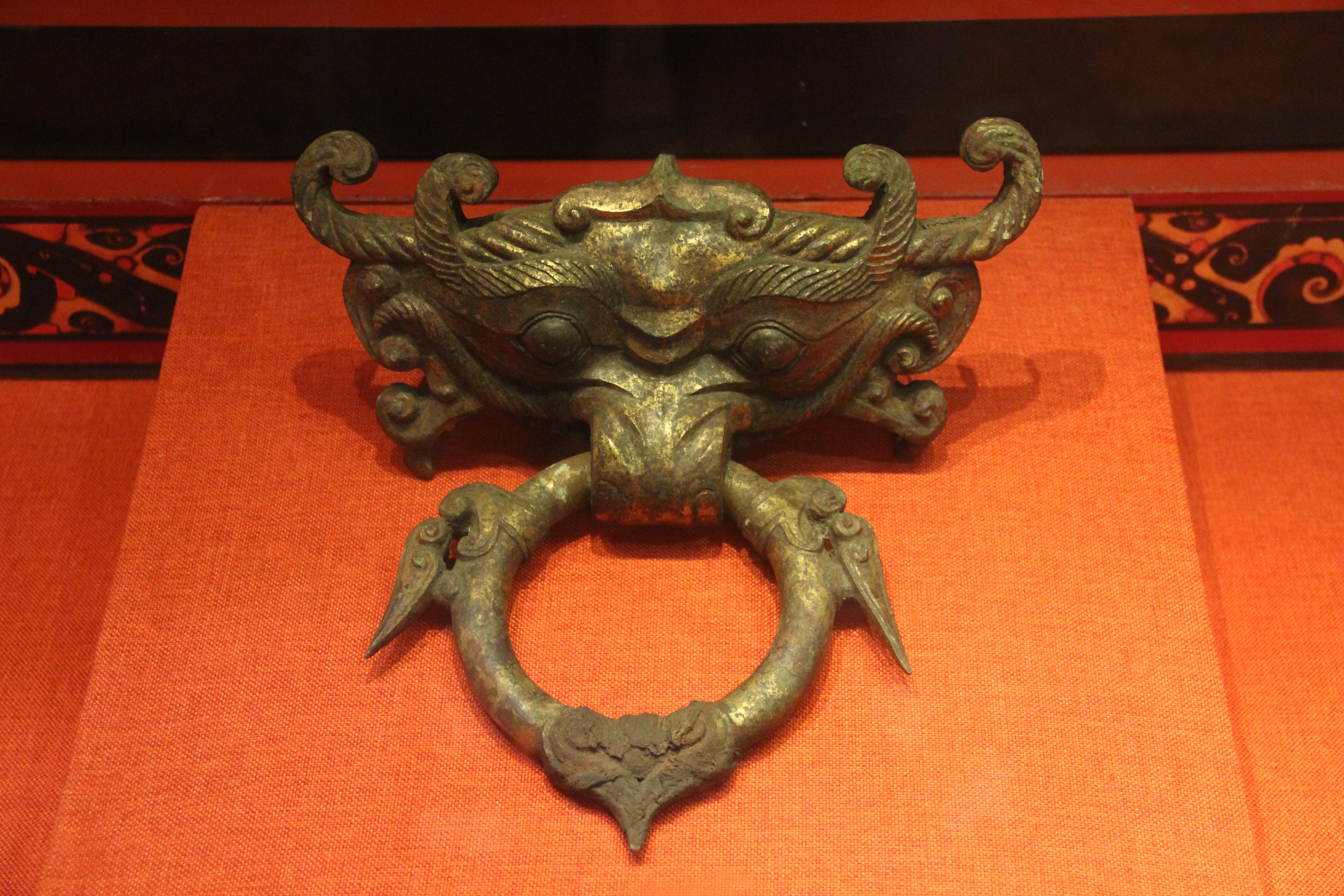
原本嵌于墓主棺椁上的鎏金饕餮纹铜铺首

- 墓主棺椁：赵眜遗体被藏于漆木制的一棺一椁中，外为椁，内为棺，在经历了两千年的岁月后均已朽坏，仅留遗迹，由遗迹可判断出外椁长约3.3、宽约1米，内棺长约2.2、宽0.75米，高度不详。外椁璧板钉嵌有6个鎏金饕餮纹铜铺首，两侧各2个，首尾各1个。展厅中展出的是根据遗迹所复原的棺椁与铺首模型。[32]
- 丝缕玉衣：丝缕玉衣为赵眜下葬时身着的衣物。此丝缕玉衣是中国迄今所见的年代最早的一套形制完备的玉衣，也是到目前为止在岭南地区出土的唯一一套玉衣[38]。与中国其它地方出土的十余件金缕玉衣不同，南越王墓的丝缕玉衣仅此一件，尤为独特，因而成为了南越王博物院的另一件镇馆之宝[39]。玉衣长1.73米，共用了2291片玉，用丝线穿系和麻布粘贴编缀做成[40]。丝缕玉衣的丝织物部分在经过两千年的岁月后已经腐朽，考古团队用了三年时间才修复完毕，当前展示的丝缕玉衣上的丝线和麻布部分为修复时添加[39]。
- 敛葬玉璧：除了丝缕玉衣外，赵眜的遗体还被大量玉璧包裹，以不同的位置和组合放置，反映了汉代以玉殓葬的制度，具体组成为：[32]
  - 玉衣下铺垫5块玉璧
  - 玉衣内贴身包裹14块玉璧
  - 玉衣上覆盖10块玉璧
  - 脚踩双连玉璧
  - 头箱中叠放7块玉璧
  - 足箱中先放置2块玉璧垫底，上面再堆叠139块陶璧
  - 棺两侧放置3块玉璧（右侧）和3块玉璜（左侧）
  - 椁上四角各1块玉璧

- 赵眜棺椁模型
- 赵眜棺椁模型
- 丝缕玉衣
- 丝缕玉衣头部
- 丝缕玉衣足部
- 玉衣下铺垫的5块玉璧与脚踩双连玉璧
- 玉衣内贴身的14块玉璧
- 玉衣上覆盖的10块玉璧
- 头箱内叠放的玉璧
- 足箱内的2块玉璧与上方的多块陶璧
- 棺两侧的玉璧和玉璜
- 椁上四角的玉璧

#### 美玉大观
南越王墓出土玉器244件（套），分为玉容器、玉带钩、玉佩饰、玉剑饰四大类，其中装饰玉多达140多件（套），充分体现了当时高超的制玉技艺，被认为是西汉玉器的代表作，且基本保存完好，具有极高的历史和艺术价值。

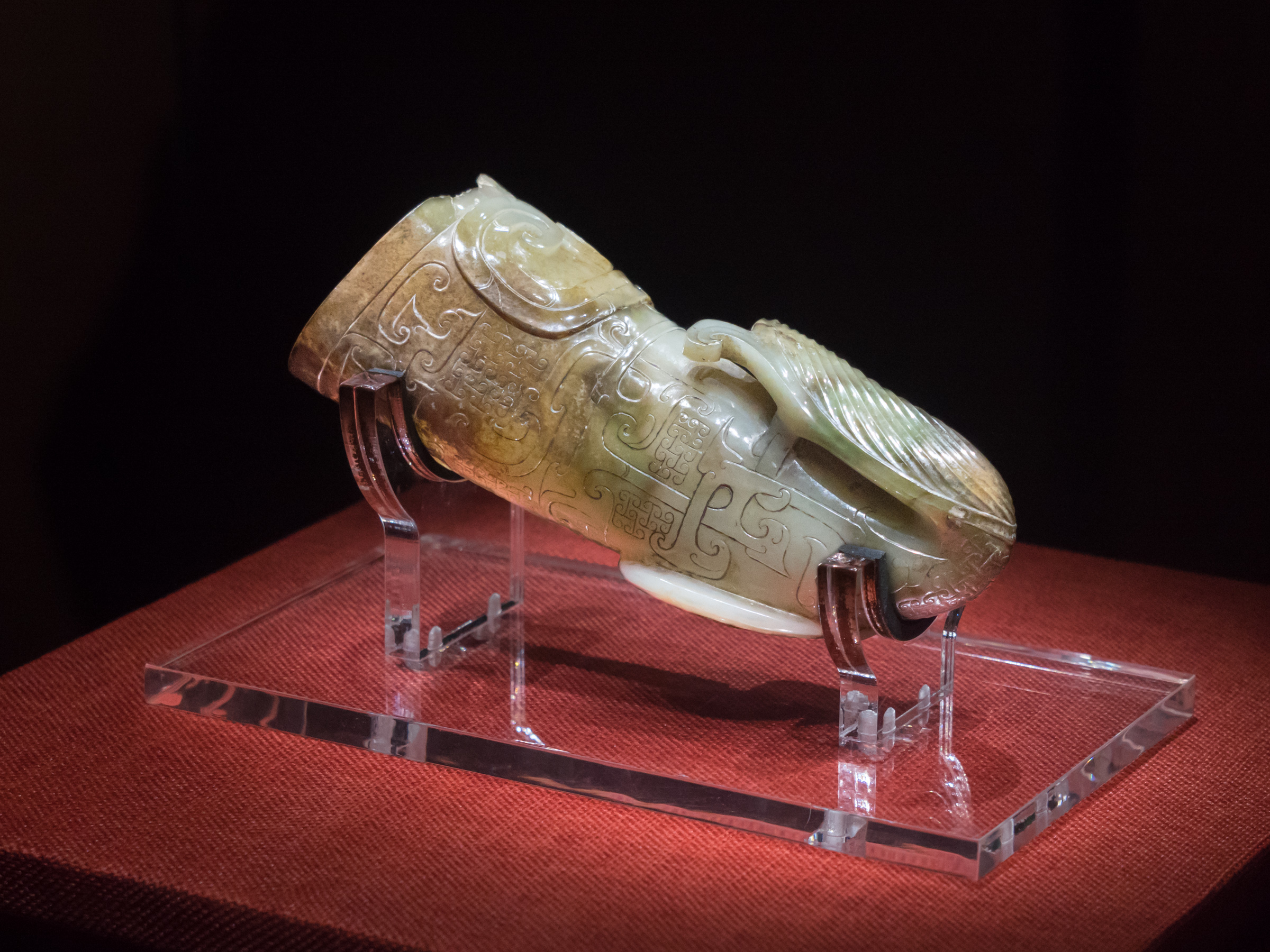
角形玉杯，中国首批禁止出境展览文物之一

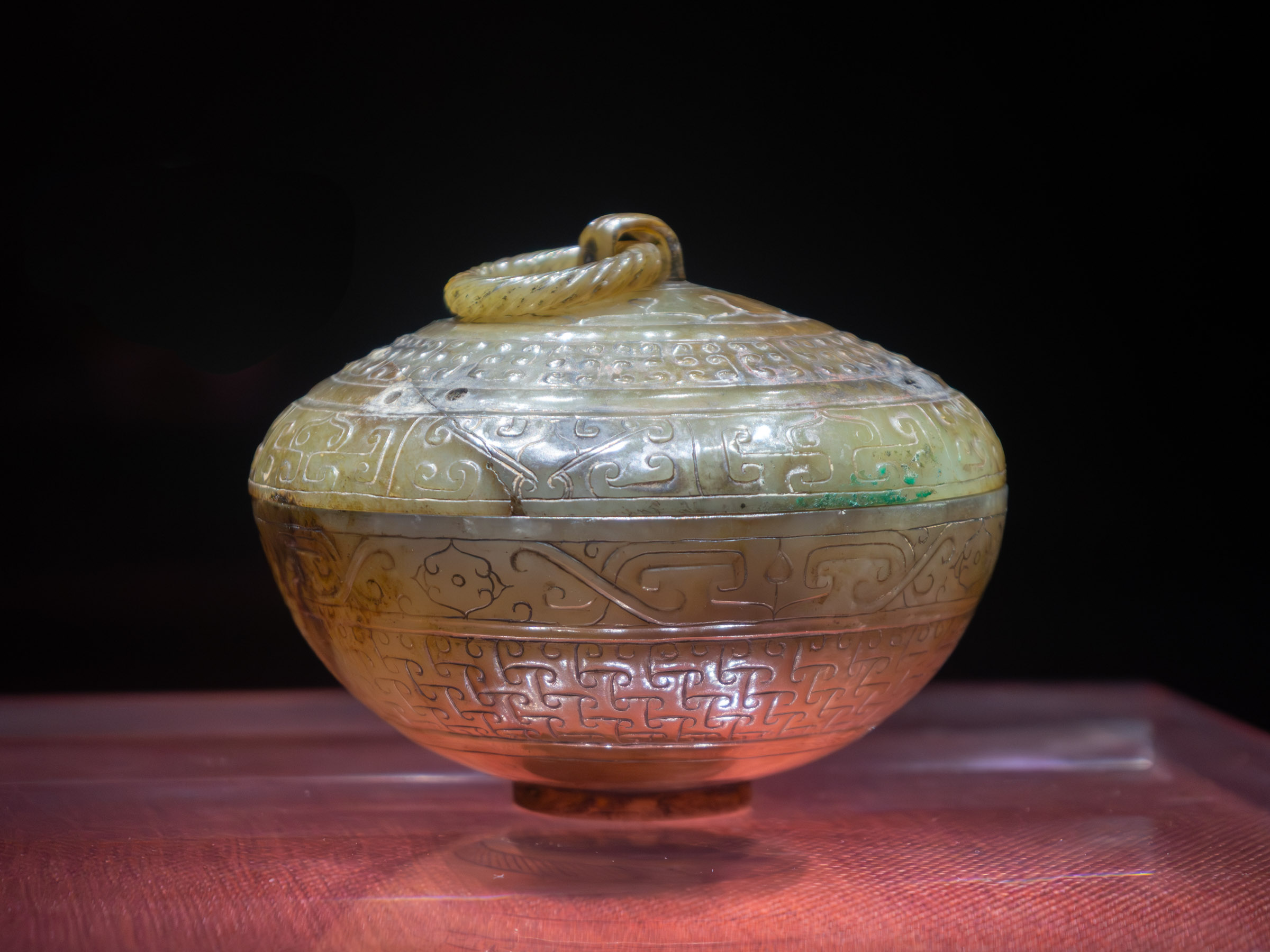
玉盒

汉代玉制容器流传至今的极少，仅十余件，但南越王墓中一次出土了五件，且件件做工精美，价值非同一般。这五件玉容器是：
- 铜承盘高足杯：全器由高足青玉杯、托架和铜承盘三部分组成，其中青玉杯又由杯体、杯座和花瓣型杯架组成。杯体高11.75厘米，口径4.15厘米；杯座为另一块青玉雕出，由垫木承托；一块镂圆孔的花瓣形玉杯架和三条金首银身的龙共同组成托架。铜承盘高足杯共采用了玉、金、银、铜、木五种材质，工艺精巧、造型奇特。[44][45]
- 鎏金铜框玉盖杯：鎏金铜框玉盖杯出土自棺椁头箱中，通高16厘米，口径7.2厘米，杯体呈八棱筒形，座足呈喇叭形，杯身为鎏金铜框架，分上下两截，上半截嵌入八块片状玉片，下半截嵌入五块心形玉片。玉盖杯的盖子外沿也是一个鎏金铜框，盖顶嵌入一块青玉。铜框与玉片在鎏金铜框玉盖杯上的组合体现了汉代高超的镶嵌工艺水平。[46][47]
- 鎏金铜框玉卮：卮是古代的一种酒器，该玉卮出土于南越王墓西侧室的一名殉人身上，高12.6厘米，口径8.6厘米。卮身由鎏金铜框嵌九块青玉片构成，底部为一圆形玉片，并配有镶嵌了三个弯月形玉饰的漆木盖。此杯在框架与镶嵌工艺上与鎏金铜框玉盖杯颇为相像，但多出的漆木盖增加了工艺的复杂度。[46][47]
- 角形玉杯：角形玉杯出土于主棺室头箱中，由一整块青玉雕成，中间掏空，制成角形，器身通长18.4厘米、口径5.8-6.7厘米，壁厚0.2-0.3厘米，呈半透明状，重372.7克[48]。玉杯上宽下窄，器内掏膛中空，杯身雕刻一条呈螺旋式缠绕杯身的夔龙，由浅浮雕逐渐高起过度到高浮雕，尾部则蜿蜒呈歧尾状卷起，形态优美且灵动。作为目前存世的唯一一件角状高古玉杯，角形玉杯集线刻、浮雕、圆雕、透雕、掏膛等所有玉器加工工艺于一身，极尽繁琐复杂，在构思组合、章法布局、材料运用、技巧发挥上都非常成熟，堪称中国汉玉不可多得的稀世珍宝。由于其精湛的工艺与孤品的地位，角形玉杯于2002年成为首批禁止出境展览文物之一，是南越王博物院的又一件镇馆之宝。[47][49][50]
- 玉盒：出土自棺椁头箱，高7.7厘米，腹径9.8厘米，由青玉雕成，盖与盒身用子母口扣合，盖上有一可活动玉环，为一整块玉通过透雕技法雕琢而成[47][46]。该玉盒的纹饰非常繁复，盒身从上到下依次有三层纹饰，分别是上层的阳刻勾连涡纹与阴刻的花蒂纹、中层的阴刻勾连涡纹、下层的绹纹，盒盖由内至外则分别是内圈的八片花瓣纹、中圈的勾连涡纹、外圈的勾连雷纹与花蒂纹，甚至连盖内部都有线刻双凤纹。盒盖曾经被打裂，但经过修复后依然继续使用，最终成为墓主陪葬品，可见其深受墓主喜爱。[51]

- 铜承盘高足杯
- 鎏金铜框玉盖杯
- 鎏金铜框玉卮
- 角形玉杯
- 角形玉杯
- 角形玉杯
- 玉盒
- 玉盒

南越王墓共出土4件玉带钩、11组玉佩饰、58件玉剑饰，其中的精品有:

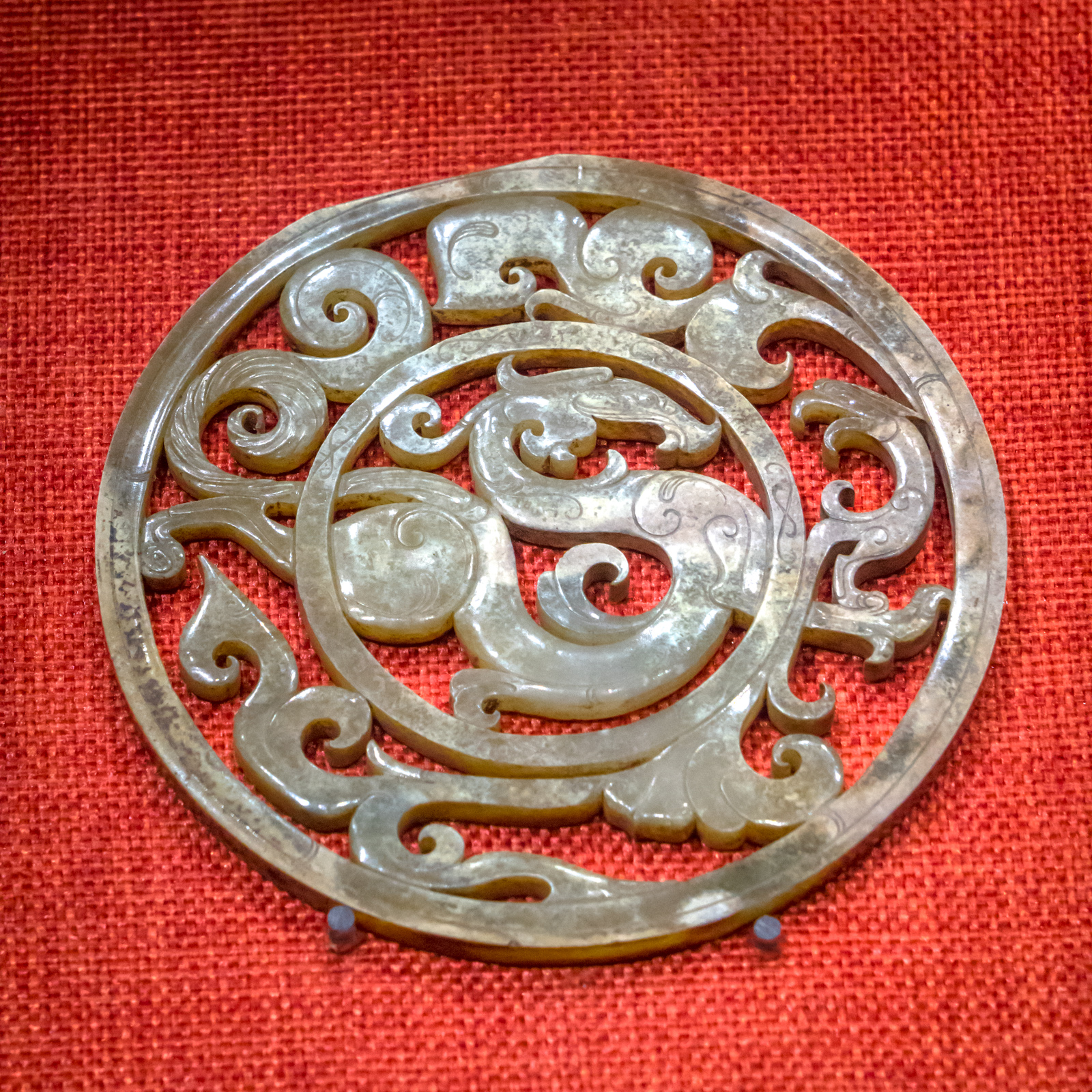
透雕龙凤纹重环玉佩，其图案被选为南越王博物院的院徽

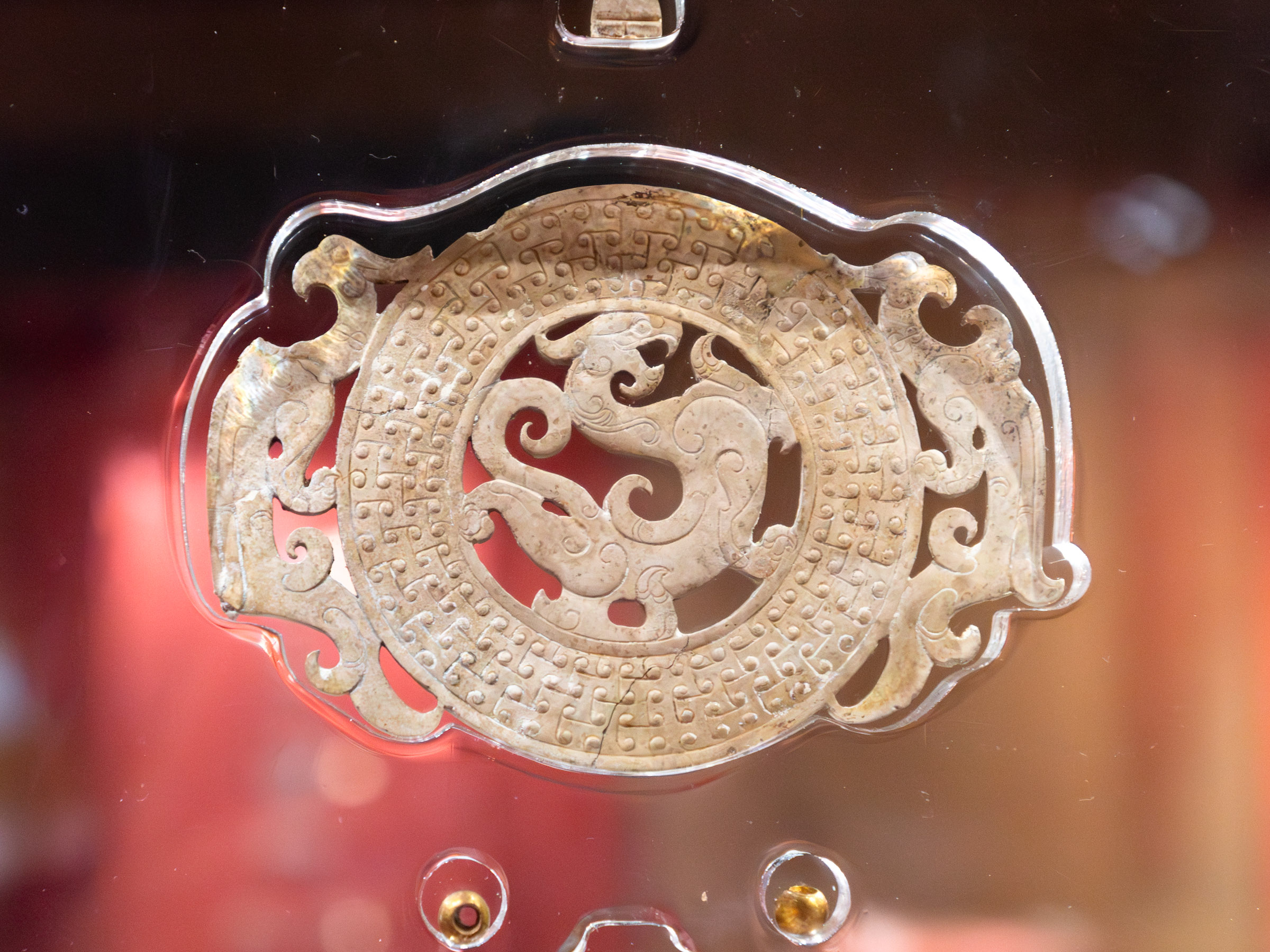
赵眜组玉佩中的龙凤涡纹璧

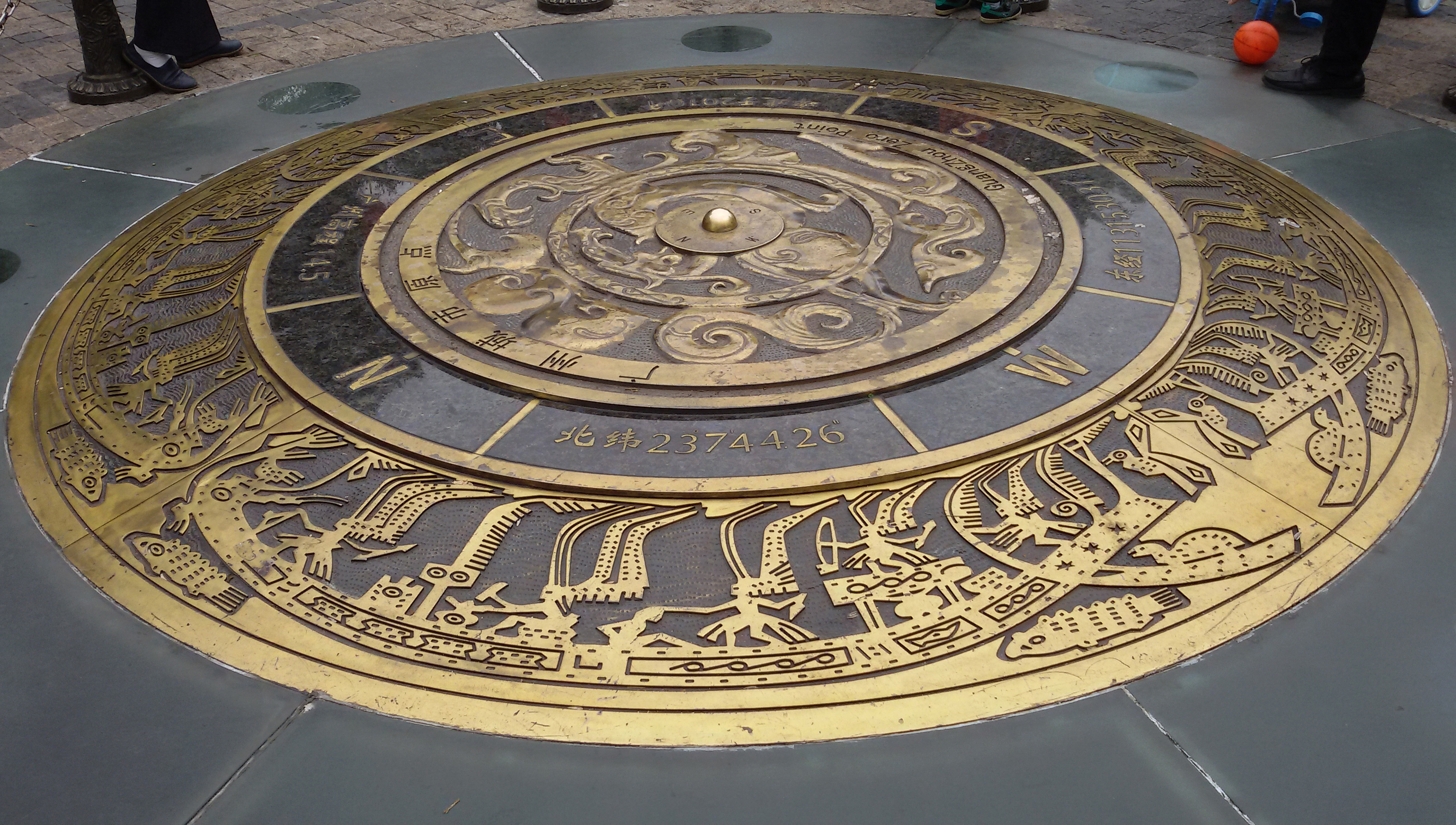
位于广州市人民公园的广州城市原点标志，中心即为透雕龙凤纹重环玉佩纹样

- 龙虎并体玉带钩：由一整块青玉雕刻而成，玉质晶莹剔透。钩首为虎头，钩尾为龙头，中部透雕一环并同时被龙衔于口及虎抓于爪，形成一幅龙虎争环的景象。[47][43]
- 八节铁芯龙虎玉带钩：出土于赵眜棺椁头箱，带长19.5厘米，钩头宽1.6厘米，钩尾宽4厘米，厚1.2厘米[52]。此钩由八块青玉组成，中间穿插一根铁芯连为一体成钩形，并在自钩首起的第1、4、8块的玉孔中嵌入铁榫将八块玉固定。钩的钩首为龙头，钩尾为虎头，钩身为龙虎合体。此钩的组成复杂，工艺考究，在秦汉玉带钩中并不多见。[47][43]
- 透雕龙凤纹重环玉佩：透雕龙凤纹重环玉佩直径10.6厘米，厚0.5厘米，出土之时盖在墓主头罩的右眼位置，可见此玉对墓主来说极其重要。该作品用青白玉雕成，土沁成黄白色，推测它的玉材应该来自和田[53]。玉佩被两圆形分为内外两圈，内圈透雕一条游龙，前后爪与龙尾伸至外圈；外圈透雕一只凤鸟站在游龙伸出的前爪之上回眸凝望游龙，其凤冠和尾羽上下延伸成卷云纹，把外圈空间填满。龙凤之间互相凝望，似在低语。这件玉佩雕镂精细，构思奇巧，构图主次分明又完美和谐，极具汉代浪漫和写实的特征，体现了设计师极其高超的水准，是汉玉中登峰造极的艺术精品，被视为南越王博物院的镇馆之宝之一，其图案被选为南越王博物院的院徽，还经常作为广州市的标志出现在各种场合。[54][55]
- 兽首衔璧玉佩：出土于墓主的头部，由一整块青玉雕琢而成。玉佩整体由一个方形兽头和一块透雕谷纹玉璧组成，兽眼圆睁，眉毛高扬。兽首左侧透雕一只螭虎，虎尾向上卷曲，右边却没有，这种不对称性使得此玉佩显得别具特色。[54]
- 赵眜组玉佩：组玉佩是标志身份等级的饰物，南越王墓中共出土11套组玉佩，以赵眜的一套最为精美华丽。赵眜组玉佩由32件玉、金、玻璃、煤精等4种不同材质的饰件组成，自胸及膝总长60厘米，以双凤涡纹璧、透雕龙凤涡纹璧、犀形璜、双龙蒲纹璜四件玉饰自上而下作为主件，中间配以4个玉人、5粒玉珠、4粒玻璃珠（蓝色）、2粒煤精珠（黑色）、10粒金珠、1个玉壶、1个玉兽面，玉套环居于最末端，形成一套大小有别、轻重有序、色彩斑斓的华贵佩饰[54]。其中的透雕龙凤涡纹璧直径7.2厘米，璧孔内透雕一游龙，璧外两侧各雕一风，一龙二凤形态生动。犀形璜通长8.5厘米，角尾形态夸张而生动，似为战国风格作品。[56]
- 右夫人组玉佩：南越王墓中出土了两组属于右夫人的组玉佩。A组由三种不同材料的20个饰件组成，分别是：连体双龙佩、2件玉环、三凤涡纹璧、1颗玻璃珠、10颗金珠、5件玉璜。连体双龙佩的构图是二龙探爪张口攫物，三凤涡纹壁的构图是三只凤鸟以不同姿态偎依在璧上[57]。B组由7件玉雕组成，分别是：一小一大2件双面透雕玉环、1件玉舞人、2件玉璜、2件玉管。小玉环双面透雕龙纹，大玉环双面透雕两龙两兽。玉舞人高4.9厘米，宽1.8厘米，长袖飘飘、扭腰摆臂，且腰间还配备了带钩和组玉佩，极为精细传神[58]。
- 玉剑饰：南越王墓共出土用于装饰玉具剑的玉剑饰58件，为汉墓中数量最多[42]。这些玉剑饰分放两处：主棺室15件、西耳室43件，多数作高浮雕，包括游龙、螭虎、瑞兽等形象，款式众多、构图奇巧、工艺高超，堪称为汉代剑饰艺术之冠[43]。一套完整的玉具剑，其剑饰为四件一组，从剑柄的一头到剑鞘的末端依次为剑首、剑格、剑璲、剑珌。其中剑首起到防脱手的效果；剑格可格挡；剑璲镂空，可套入腰带之中，继而将剑固定在腰间；剑珌起保护剑鞘底部的作用[54]。

- 龙虎并体玉带钩
- 八节铁芯龙虎玉带钩
- 透雕龙凤纹重环玉佩
- 兽首衔璧玉佩
- 赵眜组玉佩
- 右夫人组玉佩（A组）
- 右夫人组玉佩（B组）
- 一组完整的玉剑饰，由右至左依次为剑首、剑格、剑璲、剑珌
- 另一组四件完整的玉剑饰
- 玉剑首
- 玉剑珌
- 馆内以赵眜组玉佩中的龙凤涡纹璧为造型的装饰

#### 兵器车马
南越国的开国者赵佗原为率军征服岭南地区的秦将，南越国自然也继承了秦朝的部分军事实力。南越王墓出土了大量的兵器，锻打的铁制兵器近半，表明南越国已经进入铁兵器时代。

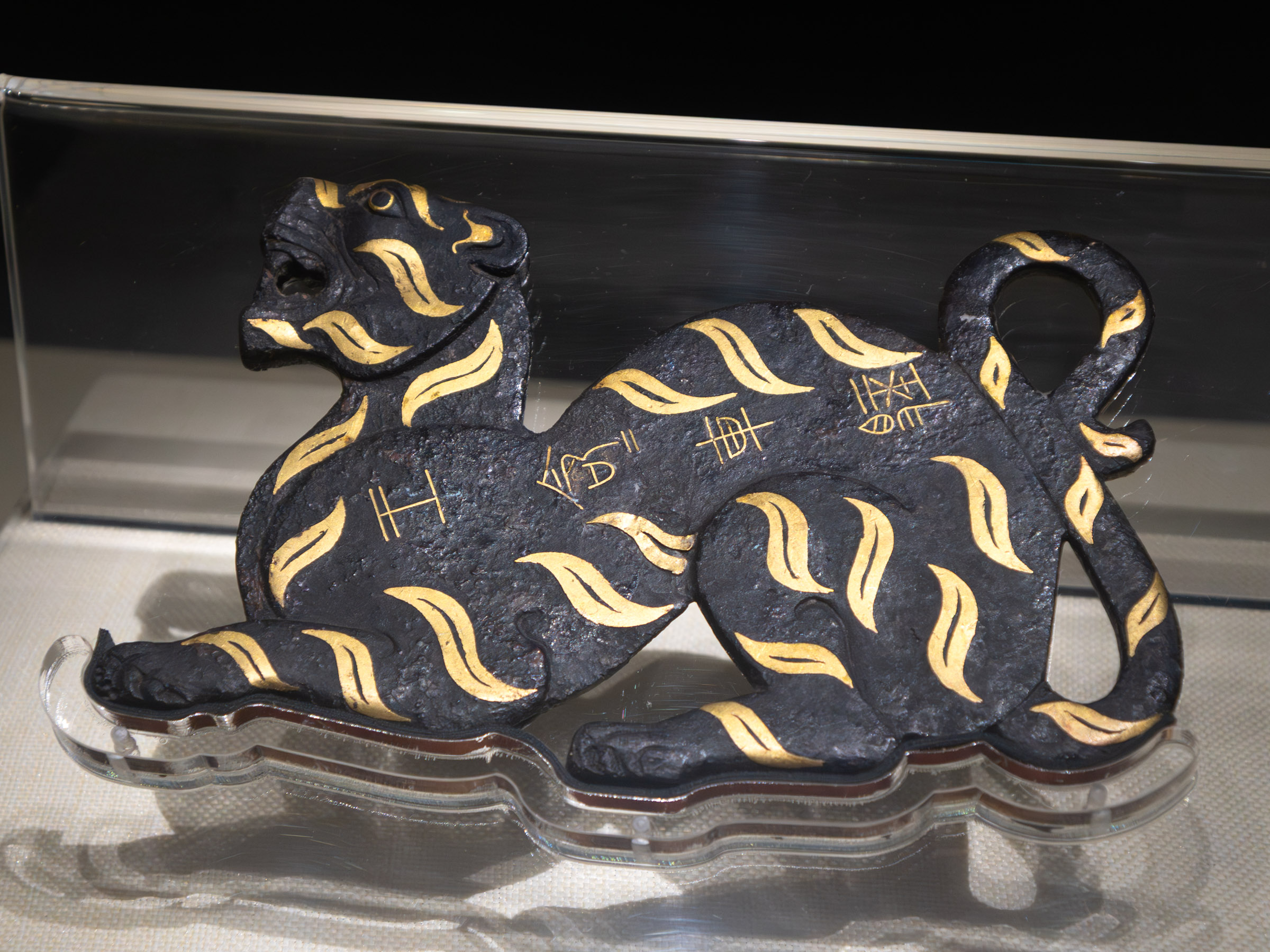
错金铭文铜虎节

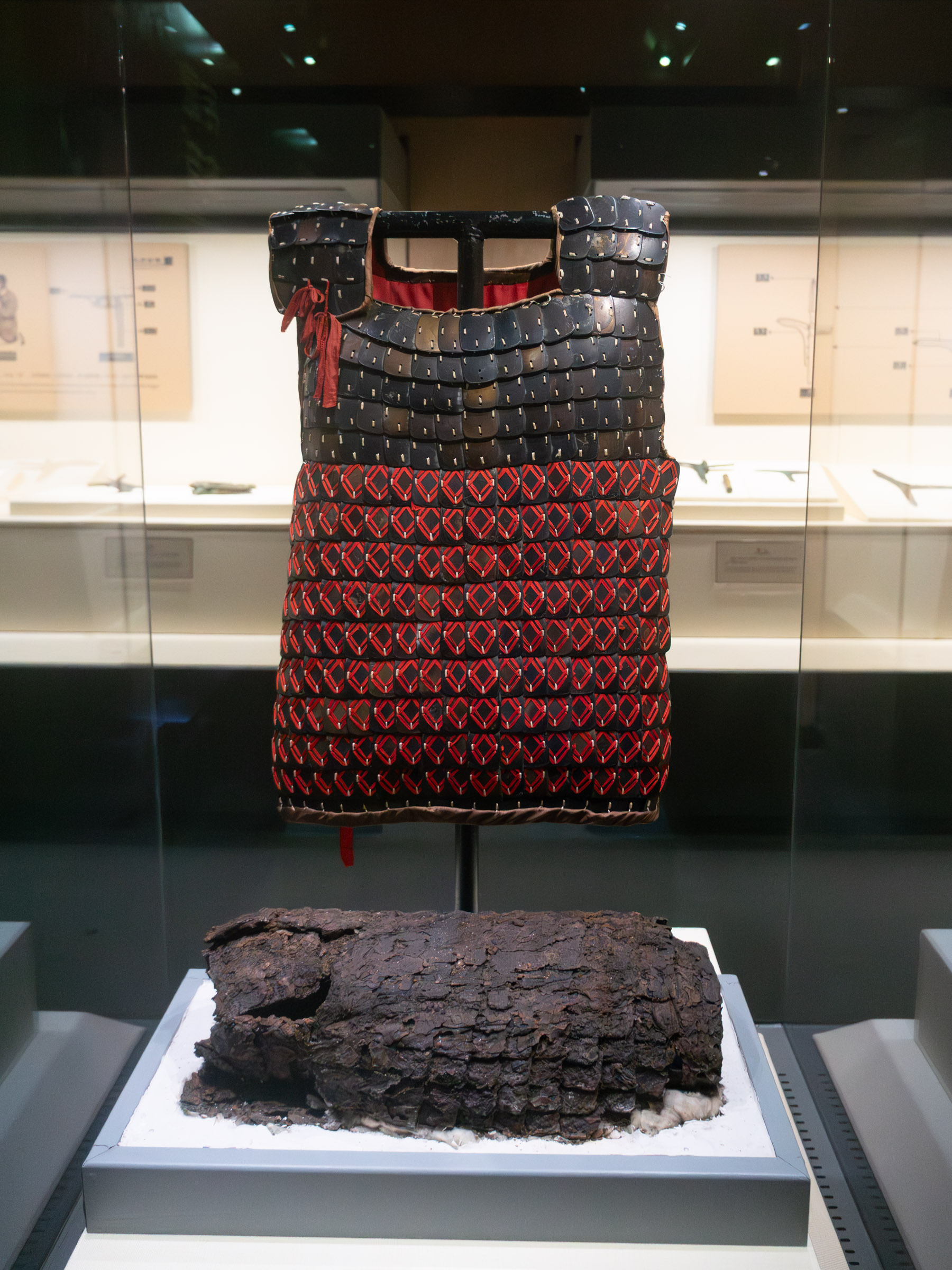
铁铠甲原件与复原件

- 错金铭文铜虎节：节，是古代用于军事和外交等方面的信物。按形状可分为龙节、虎节、竹节等[60]。错金铭文铜虎节出自南越王墓西耳室，由青铜铸造，长19厘米，高11.6厘米，最厚处1.2厘米，呈扁平蹲踞之虎形状，虎身上有弯叶形浅凹槽，内贴60片金片作为斑纹，虎节正面有错金铭文，因而得名[61][62]。目前中国各博物馆内展出的虎节共有四枚，而南越王博物院的错金铭文铜虎节是唯一一件有确切考古出土信息的虎节，也是迄今为止发现的唯一一件错金虎节[63]。虎节正面有五个错金铭文字体，其释读为“王命命车驲”，其中“命”字下方的二横为重读标记，而最后一字有说法认为应释读为“徒”。错金铭文铜虎节工艺精美、保存完好，其纹饰技法和文字风格都充满了战国时期楚国的风格，反映了南越国与楚文化之间的深厚渊源，也有人认为该虎节就是楚国遗物。[64]
- 铁铠甲：南越王墓中发现的铁铠甲在出土之时已经被严重锈蚀，重9.7千克，共用甲片709块，是岭南地区出土的唯一一件汉代铠甲。为了保留铠甲上的组编、装饰、包边、衬里等痕迹，考古人员并未对铠甲进行除锈操作，而是对细节进行全面检查后用一个月的时间制作出了铠甲的复原件[65]。复原后的铠甲通高58、胸围102厘米，无立领、无披膊、无下摆，形状近似坎肩，属于轻型铠甲[59]。当前铁铠甲原件与复原件一起置于展柜中展出。
- 铁剑：考古人员在墓主身边出土了十把铁剑，其中最长的一把现存146厘米，套装上剑首和剑珌后，长度达到了153.6厘米，是目前考古所见汉代最长的剑。不过这些铁剑由于锈蚀严重，剑身与剑鞘不能分离。[66][67]
- 鎏金铜弩机：南越王墓共出土弩机15件，多数鎏金，这些弩机是秦汉时期最为高端的武器之一。此外，弩机的局部还使用了鎏金工艺。[59]
- 箭镞：南越王墓一共出土了921件箭镞，多数为铁铤，少数为铜铤。[59]
- 铜戈：南越王墓出土了4件铜戈，其中一件名为“王四年相邦仪”戈，其上的铭文中有“王四年”标识，即为秦惠文王后元四年，即公元前321年，可能是秦军南下时带来的器物。[68]
- 车马饰：与其它汉代诸侯王墓不同，南越王墓由于空间狭小，无法使用真车真马陪葬，因此使用车马模型作为陪葬品。但由于地理环境的影响，这些模型的木质部分在出土之时已经基本朽烂，仅存车马饰件。[60]

- 错金铭文铜虎节
- 铁铠甲原件
- 铁铠甲复原件
- 铁剑
- 铁剑与玉剑饰
- 鎏金铜弩机
- 箭镞
- “王四年相邦仪”铜戈
- 鎏金铜冒
- 鎏金铜车軎
- 鎏金铜当卢

#### 生产工具

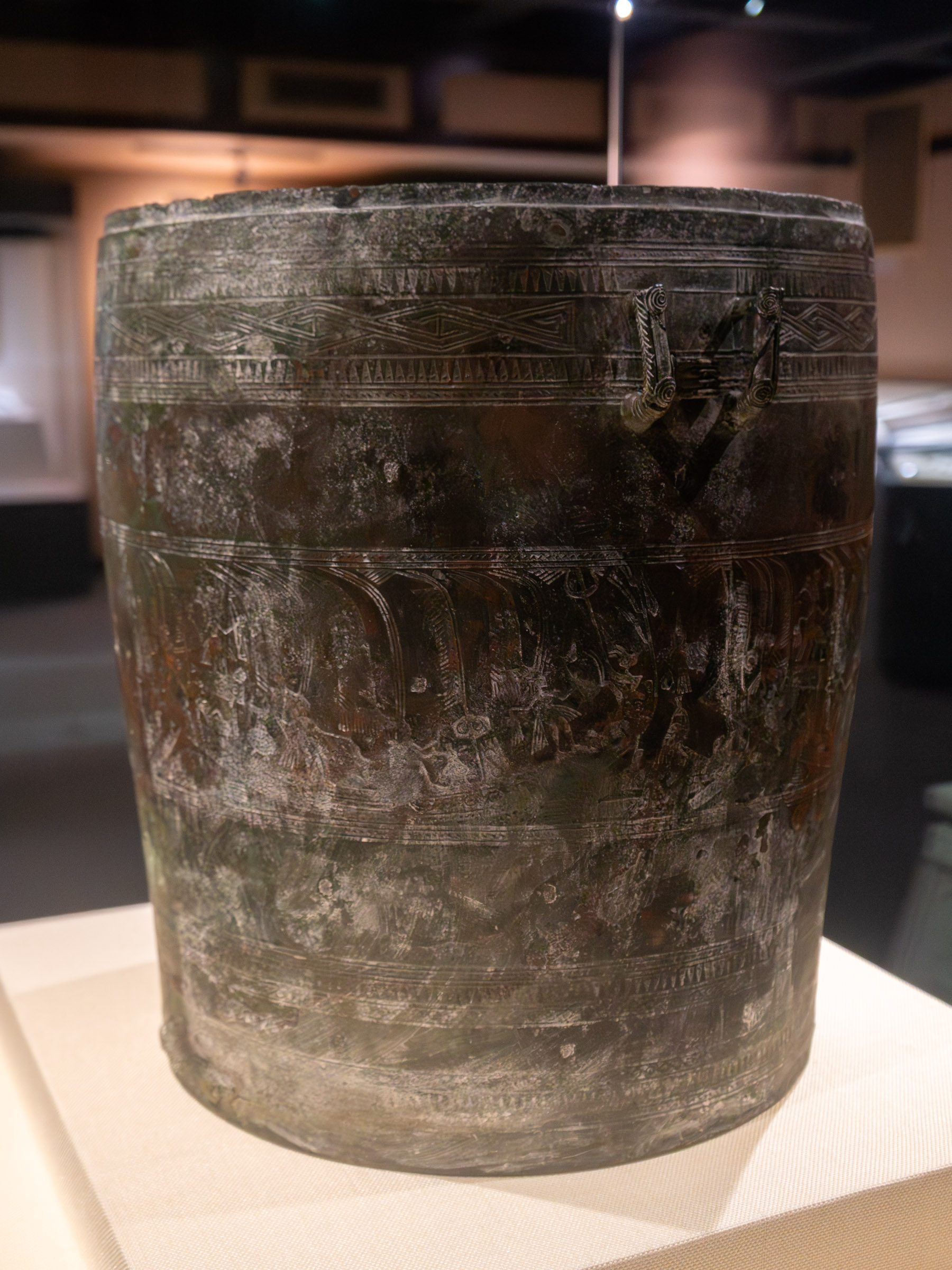
船纹铜提筒

秦统一岭南后，特别是南越国时期，铁工具被广泛运用到生产中。南越王墓出土了120多件（套）铁制生产工具，农、渔、工各门类俱全，为南越国时期出土铁器最多的墓葬，反映了南越国时期渔农并举和手工业迅速发展的历史状况。
- 船纹铜提筒：铜提筒是南越文化的代表性器物之一，中国到目前出土的铜提桶有二十多件，而南越王墓就占了九件之多[69]。在这九件铜提桶中，有一件有着独特的纹饰，被命名为船纹铜提筒，该提桶的外壁腹部刻有四艘船纹，它们前后相接，首尾高翘，船身修长呈弧形，每船有羽人五人，动作各不相同，还有俘虏一人。这几组船纹保留得十分完好，是目前考古发现中规模最大和最为完备的一组海战图形，其中展示的细节（如水密舱等）对研究中国古代的航海技术提供了十分有价值的参考资料。[70]

- 船纹铜提筒
- 船纹铜提筒上的船纹

#### 生活器具
南越王墓出土了大量造型各异的生活器具，其中以以铜器和陶器为主，同时也大量使用漆木器，但腐朽严重，仅残留少量痕迹，其余的器具充分反映了西汉时期的手工艺水平。

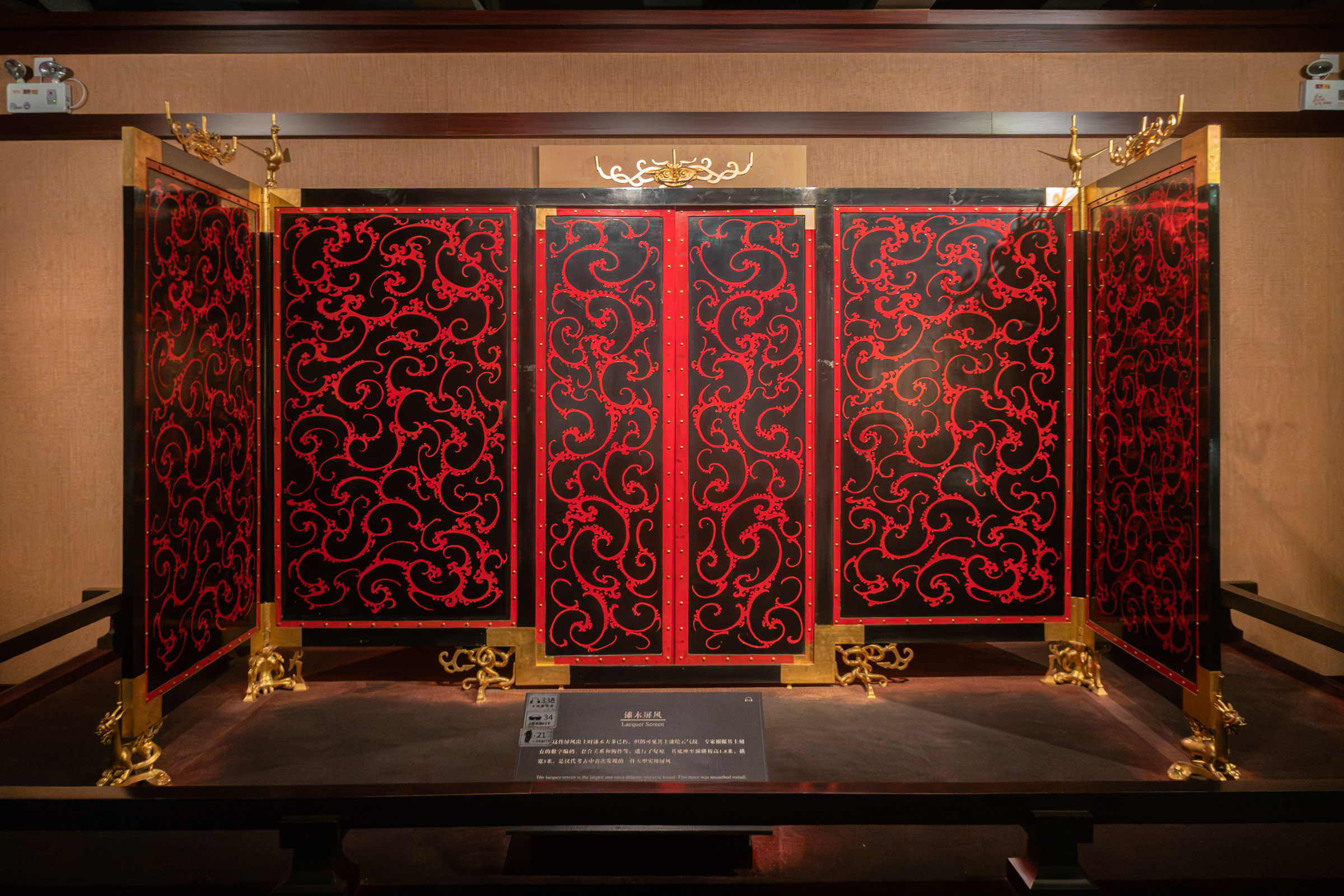
漆木屏风复原件

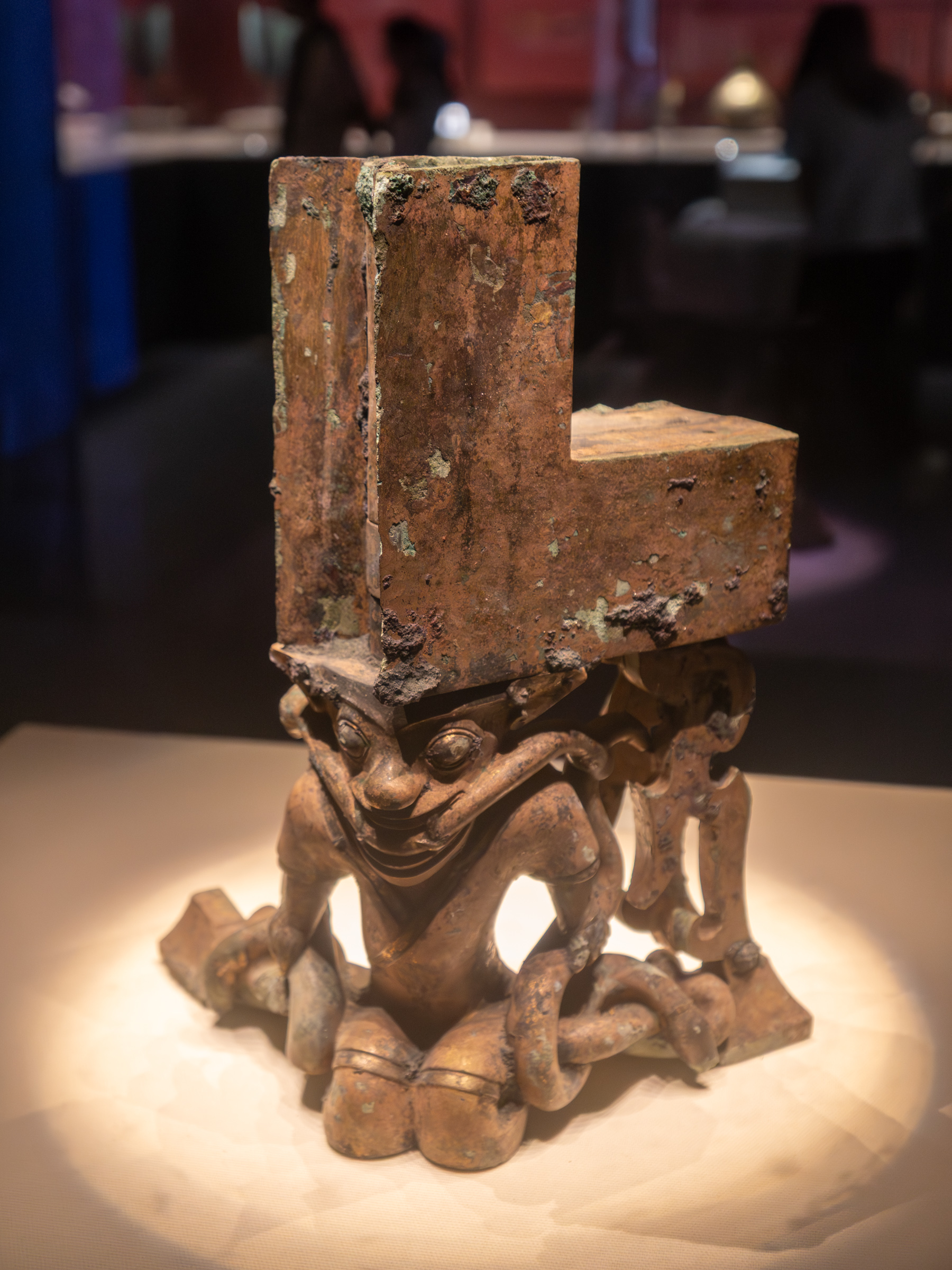
漆木屏风人操蛇鎏金铜托座

- 漆木屏风：漆木屏风出土于主馆室东侧墙边，其漆木部分已朽烂，仅存少数漆片，但屏风残留的铜构件则保存完好，考古学家根据铜构件的位置还原出了屏风原本的大致尺寸，并制作了屏风的复原件。该屏风正面宽3米，高约为1.8米（不包括顶饰），整体结构为正面等分3间，中间有两扇屏门，可向后开启；两侧有翼障，可折叠，亦可90度展开。这件屏风最具特色之处为其鎏金铜构件，分为顶饰与托座。顶饰有两种，一种为朱雀顶饰，有2件，高26.4厘米，整体造型为展翅朱雀，身刻鳞片状细羽，脚下踩火焰纹方座；另一种为双面兽首顶饰，共3件，宽58.5厘米，其兽眼圆睁，鼻高而宽，胡须外卷，张口露齿，形似人面。两种顶饰顶部皆有一管状结构，其中发现了羽毛残迹，由此可推断原本插有雉羽作为点缀。屏风托座则有三种，左右对称，共6件：一为蛇纹托座，位于屏门下，呈三蛇互相缠绕之态；一为人操蛇托座，位于屏风转角处，形态为一男子跪坐，口衔一条双头蛇，双手双脚又各夹一蛇，整体为一人五蛇的组合；最后一种为蟠龙托座，整体为一龙二蛇三青蛙的组合[71]。虽然中国之前曾经在长沙马王堆汉墓中发现过较为完整的西汉彩绘漆屏风，但由于体量较小且制作粗糙，一般认为其为仿实物而制作的随葬明器。而南越王墓中发现的此件漆木屏风是中国目前所见年代最早的西汉实用屏风，其尺寸之庞大、结构之精巧、装饰之华丽充分反映了西汉时期先进的屏风制作水平，是非常有历史价值的珍品，其中的铜屏风构件于2002年成为首批禁止出境展览文物之一。
- 绘画铜镜：南越王墓共出土四面绘画铜镜，其中一面的直径达41厘米，画面内容为四个贵妇人观看两人斗剑，这是目前国内考古发现最大的一面西汉绘画铜镜。[71]
- 带托铜镜：带托铜镜由镜面和镜托两部分组成，镜面和镜托分别铸造，又称为复合镜。镜面和镜托的组成成分略有不同：镜面含锡量高，反光度强，但容易碎裂；镜托含铅量高，使得镜托质地柔软。这种利用不同材料的特性组合成的铜镜在中国之内仅发现了三面，是中国古镜的精品。[71]
- 蓝色平板玻璃：过去考古学界一直认为中国的平板玻璃出现较晚，直至南越王墓中共出土了玻璃牌饰11对22件。这些牌饰由长方形鎏金铜框镶嵌一块浅蓝色透明平板玻璃构成，化学检测显示牌饰上的玻璃是国产的铅钡玻璃。这批玻璃厚薄一致、色泽晶莹、气泡极少，是迄今为止中国年代最早的平板玻璃，证明了中国在西汉时期就具备了优秀的平板玻璃制作技术，对研究中国古代的玻璃制造业有重要意义。[72][73]

- 漆木屏风朱雀鎏金铜顶饰
- 漆木屏风双面兽首鎏金铜顶饰
- 漆木屏风蛇纹鎏金铜托座
- 漆木屏风人操蛇鎏金铜托座
- 漆木屏风蟠龙鎏金铜托座
- 绘画铜镜
- 带托铜镜镜面与镜托
- 蓝色平板玻璃牌饰
- 蓝色平板玻璃牌饰

#### 宫廷宴乐
南越王墓出土了大量烹饪、饮食、盛储、盥洗器具，具有秦、汉、越、楚、蜀等多种文化特征。此外还有五套成编的大型金石乐器，丝弦、土陶各类乐器齐全。

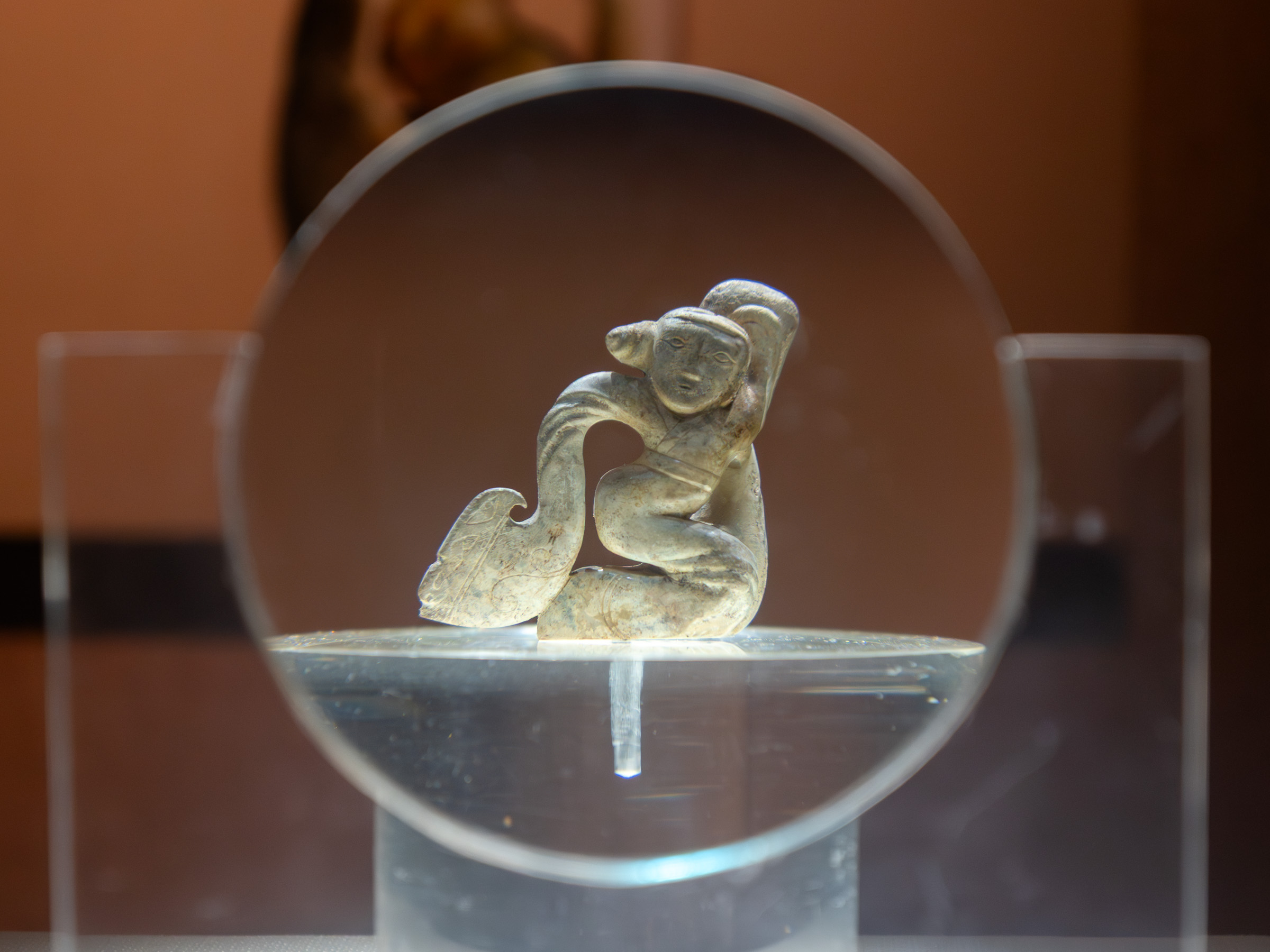
圆雕玉舞人

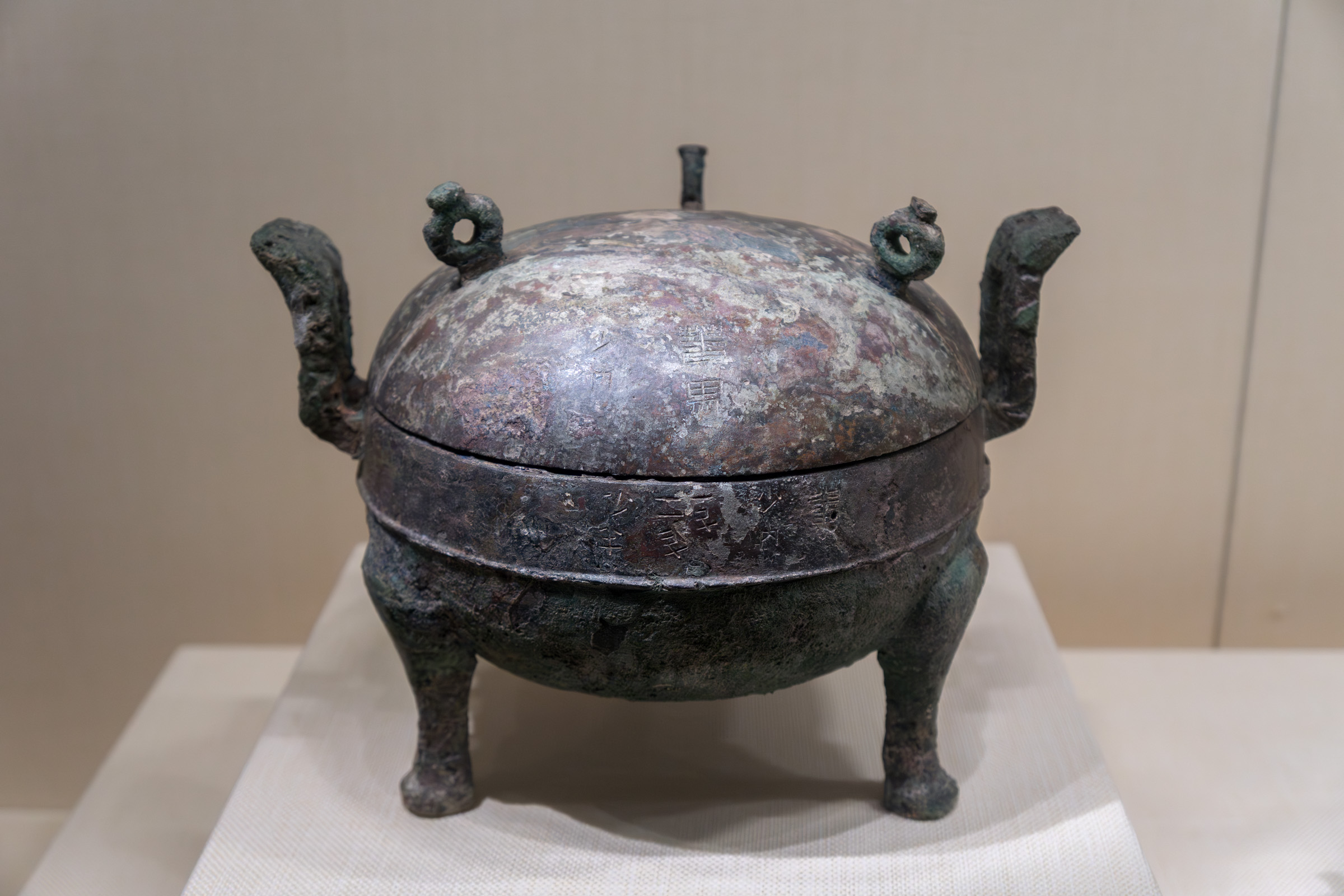
“蕃禺”铭文铜鼎

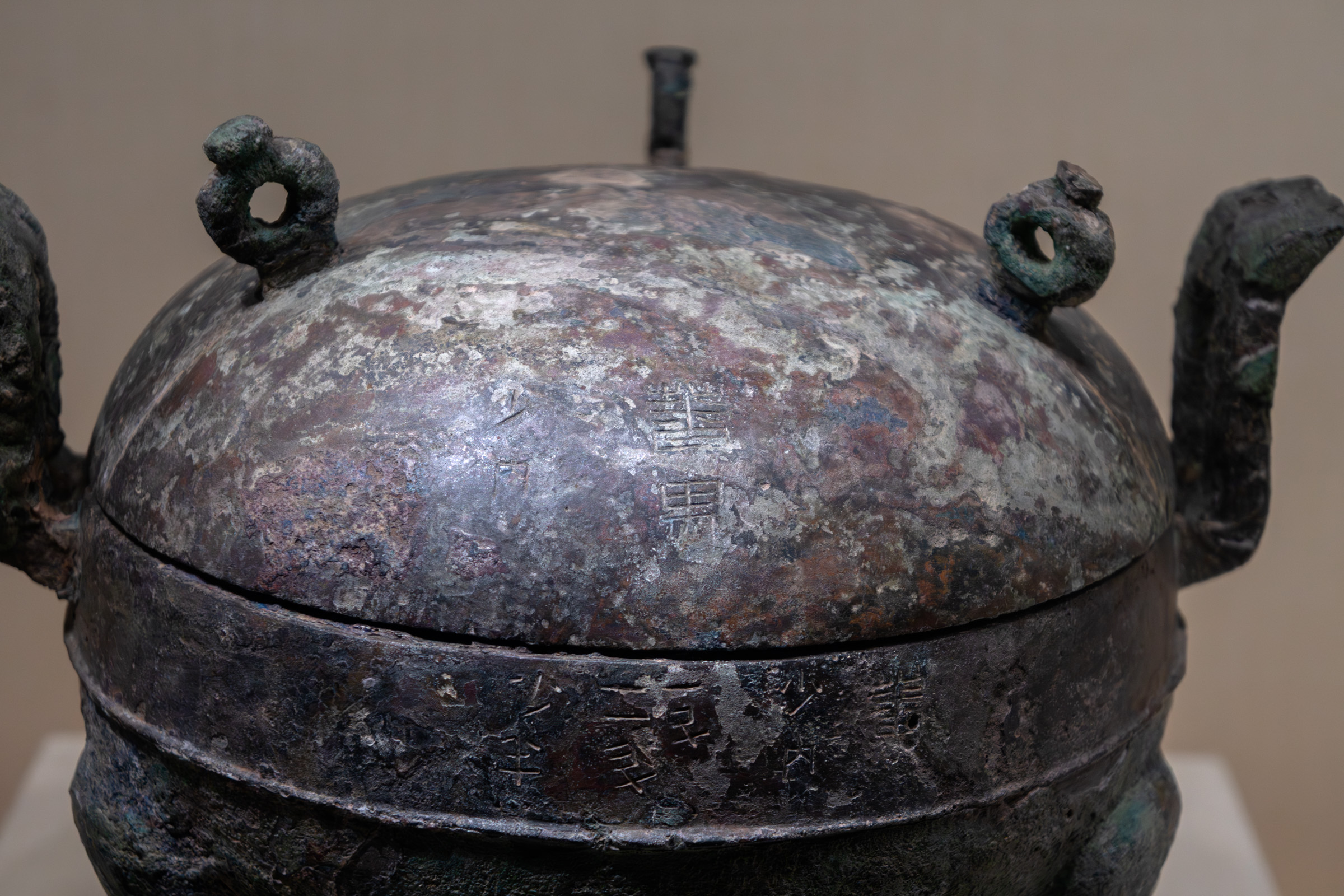
铜鼎上的“蕃禺”铭文

- 圆雕玉舞人：该玉舞人的高度仅有3.5厘米，描绘的是一名女子身着汉服跳舞的造型，长袖飘飘，形象生动。玉舞人在汉墓中并不罕见，但这个是已发现的唯一一件圆雕形式的玉舞人。[75]
- 铜鼎：南越王墓共出土铜、铁、陶鼎51件，其中青铜鼎36件，这些鼎按器形和所含文化特征，可分为汉式鼎、越式鼎、楚式鼎三种。汉式鼎为矮蹄足，其中有9件带有“蕃禺”等铭文，“蕃禺”即为广州在秦汉时期的古名，“蕃禺”铜鼎也就成为了古代广州城市建设的见证。越式鼎的特点是深腹、盖薄、附耳，三足瘦细外撇，共出土17件。楚式鼎则仅有一件，为高蹄足，蹄足为高浮雕尖嘴兽，衬以卷云地纹。[74]
- 铜烤炉：南越王墓出土了三件大小不一的铜烤炉，烤炉呈四方形或长方形，四壁有铺首环，四个角微微翘起，可以防止食物滑落，底部微凹，便于放炭。一些烤炉的下方还有轮子，使得烤炉可以随意移动。这些烤炉的精巧设计表明当时对烧烤的形式已经颇有讲究。[74]
- 铜挂钩：这种挂钩用于存放食物，使用时挂起，在中间的倒置铃形部分注水，就能防止蚂蚁抵达下部的挂钩。[74]
- 编磬：磬为中国古代的石制片状曲尺形打击乐器，南越王墓出土石编磬两套，一套8件，一套10件，皆受到了较为严重的腐蚀。
- 铜勾鑃：句鑃是一种古吴越族的乐器，使用时口部朝上进行敲击。南越王墓中出土了一套八件的铜勾鑃，重191公斤，每件皆阴刻篆文“文帝九年乐府工造”，表明其制造年份为赵眜在位第九年，即公元前129年，这是岭南地区第一次发现青铜勾鑃。[76]
- 铜编钟：南越王墓东耳室出土的青铜编钟由14件直悬的钮钟和5件斜挂的甬钟组成，经过测定该套编钟音域跨度大，七个音阶皆全，且为双音钟，即可通过敲击不同的部位而发出不同的音色。[77]

- 圆雕玉舞人
- 汉式鼎
- 越式鼎
- 楚式鼎
- 汉式鼎、越式鼎、楚式鼎对比
- 铜烤炉
- 铜挂钩
- 编磬
- 铜勾鑃
- 铜钮钟
- 铜甬钟

### 杨永德伉俪捐赠藏枕专题陈列（王墓展区）

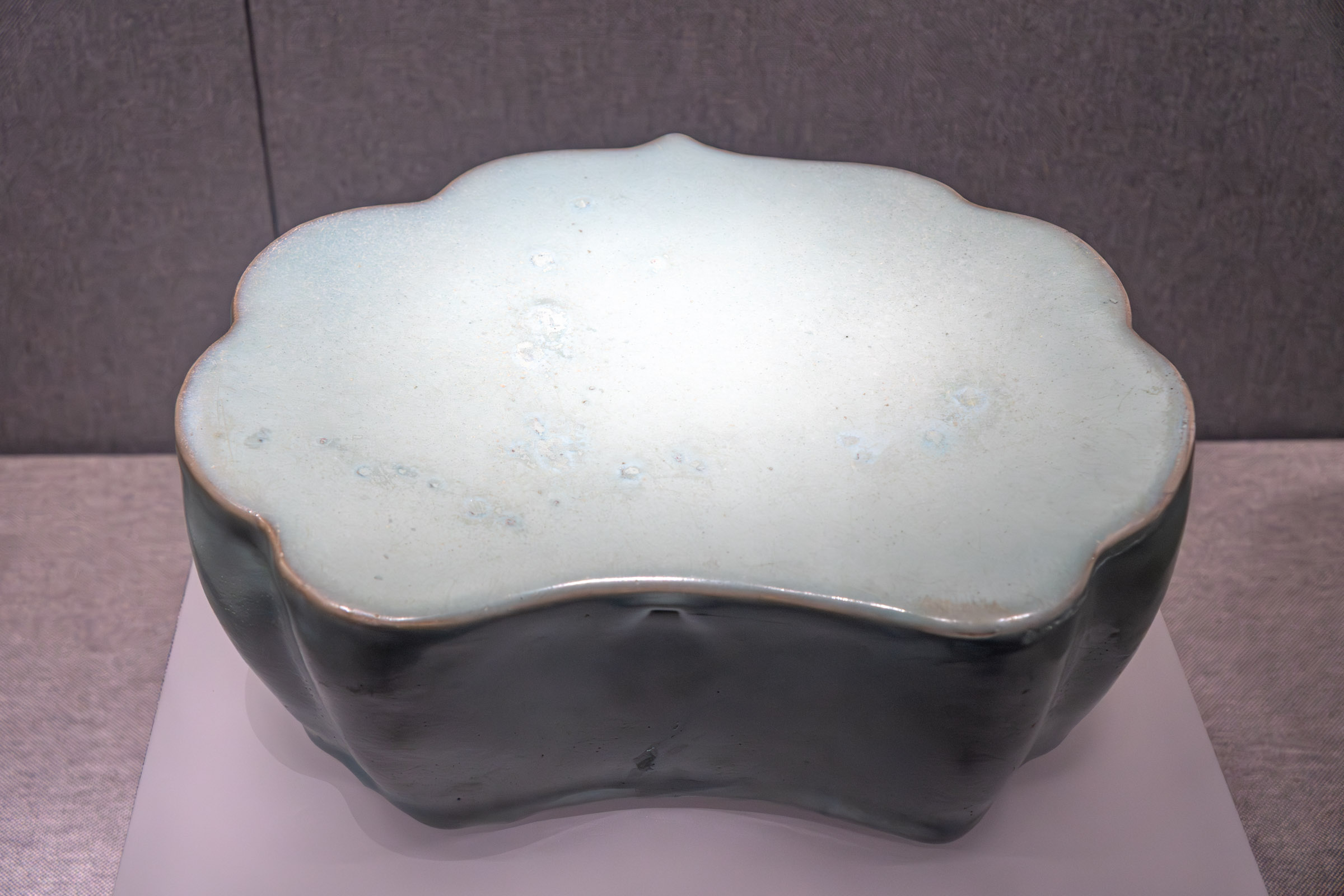
北宋汝窑天青釉如意形枕，现存汝窑器物中最大的一件，也是目前所知的唯一一件汝窑瓷枕。

1992年，在西汉南越王墓博物馆建馆之初，香港知名鉴藏家和实业家杨永德夫妇将其珍藏的200余件瓷枕捐赠给博物馆，其数量之多、品类之众、窑口之广均属罕见。在杨永德夫妇捐助的基础上，南越王博物院建立了全国最大、最精的历代陶瓷枕馆藏，亦藉此成为中国唐宋时期瓷器重要的收藏机构之一。《杨永德伉俪捐赠瓷枕专题陈列》即为该批捐赠的展示，并在2019年经过了更新升级，以152件由唐至民国时期的陶瓷枕的庞大规模，展现了中国陶瓷枕的发展脉络，是博物院除南越国时期土文物外的又一大特色陈列。
- 晚唐巩县窑黄釉绞胎印花如意形枕
- 晚唐长沙窑釉下彩绘枕
- 金绿釉卧狮枕
- 金定窑褐地剔牡丹花擎荷娃娃枕
- 北宋当阳峪窑三彩刻莲凫纹腰形枕
- 北宋定窑珍珠地划婴孩纹腰形枕
- 元磁州窑白地黑花“枕赋”铭长方形枕

### 南越王宫（王宫展区）

南越国宫署遗址出土的“万岁”瓦当

王宫展区的《南越王宫》陈列对南越国宫署遗址的宫殿、宫墙、宫苑等遗迹及出土的大量的砖、瓦、石等建筑材料以及木简、陶文等重要文物做了介绍，从中国历史体系的角度观察、分析和展示南越国的历史。

### 南汉王宫（王宫展区）
《南汉王宫》陈列展示了来自王宫展区的南汉宫殿遗迹以及番禺区小谷围岛的南汉二陵的文物，让观众感受南汉国的文化风物，领略南汉王宫的雄伟气概。

### 名城广州二千年（王宫展区）
《名城广州二千年》陈列以时间为脉络展示了广州这座国家历史文化名城两千年来的发展。陈列以南越国宫署遗址的出土遗物为依据，结合广州城市考古、文献记载等，再现各时期广州城市发展特色及两千年来行政中心不变、持续发展的特点。

### 饮水思源（王宫展区）
在南越国宫署遗址发掘的过程中，考古队在发掘范围内发现各朝代的水井逾500口。位于王宫展区古代水井馆的《饮水思源——广州古代水井文化》陈列介绍了在南越国宫署遗址发掘范围内发现的代表性水井，展示了中国古代饮水文化与广中城市发展的密切关系。

## 特点与价值

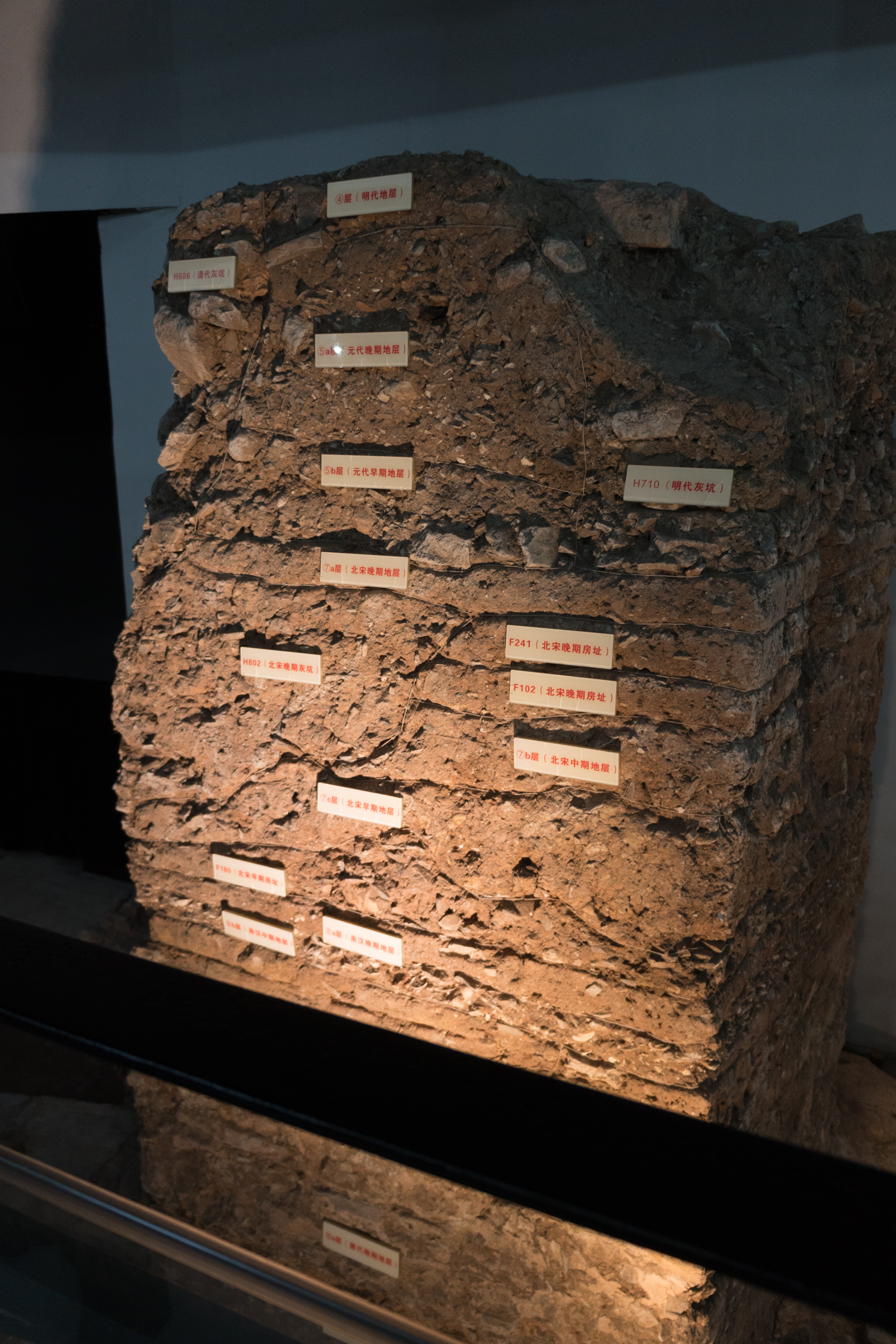
南越王博物院王宫展区内的考古关键柱展现了南越国宫署遗址处的各个朝代地层分布状况

历史上的南越国全盛时疆域包括今天中国广东、广西的大部分地区，福建的一小部分地区，海南，香港，澳门和越南北部、中部的大部分地区，但其记载皆来自《史记》、《汉书》，相关内容仅两千多个字，仅仅勾勒出南越国的轮廓，具体内容极其匮乏。南越王博物院所包括的遗址与出土文物为南越国的历史研究提供了宝贵的物证，可与文献记载的历史人物与事件相互印证，具有重大的历史、科学、艺术价值。
王墓展区的南越王墓是岭南地区等级最高、规模最大的汉代彩绘石室墓。由于未被盗扰，南越王墓保存非常完好，墓中出土文物1000多套、一万余件，且出土的时候基本都在原位，具有相当高的考古价值，集中反映了两千年前岭南政治、经济和文化等多方面的内容，在岭南早期开发史、秦汉考古、海上丝绸之路起源等方面有着重要的研究价值。墓中出土的银盒、金花泡、船纹铜提筒、乳香和象牙等海丝珍宝见证了两千多年前中国与海外的文化交流。出土的印章、玉器、饮食器、乐器等类型的器物体现了秦汉岭南地区在吸收中原地区先进文化的基础上，不断融会贯通形成多元文化的特点。
王宫展区的南越国宫署遗址发掘出的秦汉至民国等历史时期的文化遗存是广州建城两千多年和中国古代海上丝绸之路兴起、发展的重要历史见证，是广州历史文化名城的精华所在。在南越国宫署遗址发现的多重遗址证明此处是广州2200多年来延续不变的城市中心，在中国城市发展史上是非常罕见，显示出南越国最初在选址上和规划的先进思想，对研究中国古代都城史、中国古代建筑史具有重要的学术价值，对研究现代城市如何保持可持续发展也有重要的现实意义。1995年发现的南越国石构水池和1997年发现的南越国曲流石渠是目前发现年代最早、保存较为完好的秦汉宫苑实例，两者均入选当年“全国十大考古新发现”，是迄今中国发现年代最早、保存较为完整的御苑实例，是中国三大园林流派之一岭南园林的源头。南越国宫署遗址出土的大型建筑构件，如大型方砖边长有95厘米，至今在汉长安城还没发现类似规模的建筑构件。
以南越文王墓和南越国宫署遗址为重要史迹点的“南越国遗迹”和“海上丝绸之路”项目已先后入选中国申报世界遗产预备名单。

## 参观信息
- 地址：
  - 王墓展区：广州市越秀区解放北路867号
  - 王宫展区：广州市越秀区中山四路316号
- 开放时间：周二至周日9:00-17:30，17:00停止领票及进场。逢周一闭馆，遇国家法定假期照常开放。
- 购票：需在"南越王博物院"微信公众号进行门票购买或预约。
  - 王墓展区：全票10元；在校大学生、研究生、60岁-65岁人士5元；65岁以上长者、18周岁以下未成年人和残障人士等群体免费。
  - 王宫展区：免费参观。
- 交通指引：
  - 王墓展区：█2号线：越秀公园站 E出口；公共汽车越秀公园站、解放北路口站、盘福路站
  - 王宫展区：█1号线、█2号线：公园前站 F出口；公共汽车财厅站、中山五路站